# 哥伦比亚大学
纽约市哥伦比亚大学，通称哥伦比亚大学，是一所坐落于美國紐約曼哈顿上城晨边高地的私立研究型大学，是美洲大學協會創始校之一以及國家大學體育協會賽事聯盟常春藤盟校成員。该校是紐約州最古老的高等教育學府，也是美國歷史第五悠久的高等教育機構。
哥伦比亚大学最初名为国王学院，于1754年根据英国国王乔治二世颁布的英廷敕書成立。在美国独立战争之后，国王学院于1784年更名为哥伦比亚学院（Columbia College）。一份在1787年起草的章程将学校置于一个私人董事会的管理之下。1896年，学校从麦迪逊大道搬迁至位于晨边高地，占地32英亩的校址，同时改名為哥伦比亚大学。
目前哥倫比亞大學共設有20個學院，包括4個大學部學院以及16個研究所學院，商學院、國際暨公共事務學院、新聞學院、法學院、醫學院和教育學院等研究所及專業學院在國際上享負盛名。

## 历史

### 国王学院（1754年-1784年）

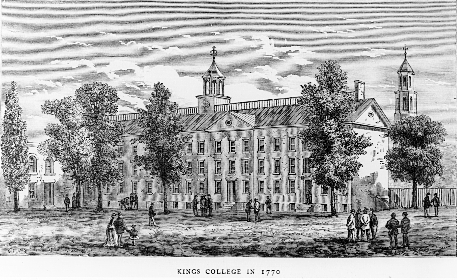
国王学院礼堂（King's College Hall）, 1770

有关在英属纽约省建立一所高等学府的讨论开始于1704年，刘易斯·莫里斯上校（Colonel Lewis Morris）向英国圣公会差会写信，试图说服协会相信纽约是容纳这所高等学府的理想区域。然而，直到位于哈德逊河对岸的新泽西的普林斯顿大学建立以后，在纽约成立新学院的计划才开始正式提上日程。1746年，纽约省议会通过一项为新学院筹集资金的法令。1751年，省议会任命了一个包括七名英格兰教会成员在内的十人委员会，以监督指导通过发行州彩票筹集到的学院建设资金的使用。
学校于1754年7月正式开课，首任校长为神学博士萨缪尔·约翰逊。约翰逊博士也是学院第一届仅有八名学生的唯一导师。授课在现在位于曼哈顿下百老汇（Lower Broadway）大道的三一教堂旁的新校舍进行。随后，这所纽约州最早成立的高等教育机构，美国境内的第五所大学，正式根据乔治二世国王的《王室特许状》以国王学院之名于1754年10月31日成立。
1763年，约翰逊博士的校长一职由毕业于牛津大学女王学院的迈尔斯·库珀（Myles Cooper）接替，他同时也是一位狂热的托利党人。在美国革命的紧张政治气氛中，他在学校的主要课堂讨论对象是一位名叫亚历山大·汉密尔顿的1777届本科生。对于国王学院来说，1776年爆发的美国独立战争是一个灾难性的事件。学校的教学活动从1776年大陆军进入纽约开始停止了八年，其中一段时间纽约被英军军事占领，直到英军1783年正式从纽约撤离才得以恢复。学校的图书馆被洗劫，唯一的建筑先被大陆军，然后被英军征用为军医院。学校被革命者占领以后，学校的效忠派被迫离开了国王学院。他们在查尔斯·英格利斯（Charles Inglis）牧师的带领下来到了新斯科舍的温莎，在那里他们建立了现在被称作国王学院大学（University of King's College）的学校。

### 哥伦比亚学院（1784年-1896年）

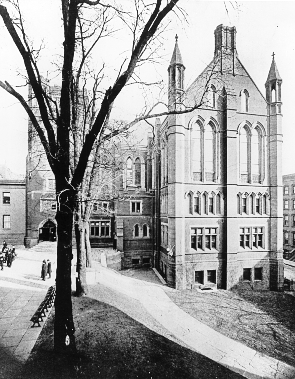
在麦迪逊大道上的哥特复兴式法学院大楼

美国革命之后，学院向纽约州为其重建寻求支持，为此作出了根据纽约州任何可能的要求对学院的章程进行修改的保证。州议会批准了支持学院的建议。1784年5月1日，“给予在此之前被称为国王学院的学院部分特殊权利的法案”（an Act for granting certain privileges to the College heretofore called King's College）在州议会得到通过。法案设立了一个校董事会以监督国王学院的重建。并且为了表示对美国新生共和政体的支持，州议会在法案中规定“位于纽约市的，在此之前被称为国王学院的学院从今以后将永远被称为哥伦比亚学院”——哥伦比亚一词正是美国的女性化代称。之后的1787年，学校董事们终于意识到了学校章程中存在的缺陷，他们于1787年2月成立了一个由约翰·杰伊和亚历山大·汉密尔顿领导的章程修正委员会。同年四月，学校正式采用了赋予二十四位校董事权力的新章程，并且一直沿用至今。
1787年5月21日，萨缪尔·约翰逊之子威廉·萨缪尔·约翰逊被一致推选为哥伦比亚学院的校长。在供职于学院之前，约翰逊曾经参加过第一次大陆会议并且被选为美利坚合众国制宪会议代表。18世纪90年代的一段时间里，因为纽约国家首都和纽约州府的双重身份，以及连续几届联邦党政府的执政，复兴的哥伦比亚学院在诸如汉密尔顿和杰伊等联邦党人的资助下茁壮成长。1789年5月6日，乔治·华盛顿总统与约翰·亚当斯副总统参加了哥伦比亚学院的毕业典礼，以表彰那些参与了美国革命的校友们。

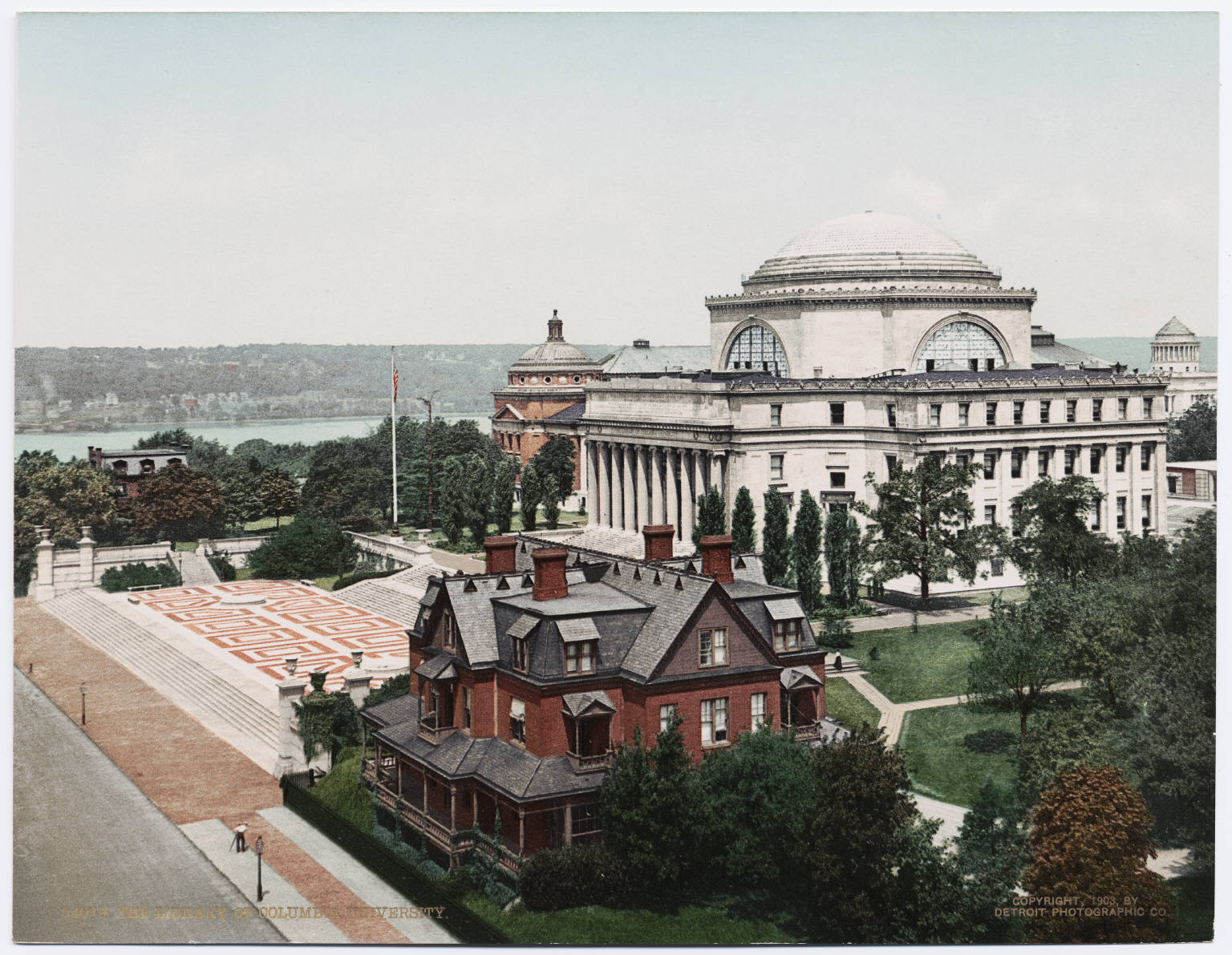
哥伦比亚大学图书馆, 约1900年

学院的招生，结构以及学术水準在19世纪的大部分时间里维持不变，多届校长对学院的运作基本没有做出调整。1857年，学院从公园区（Park Place）搬迁至以哥特复兴式建筑为主的，位于49街以及麦迪逊大道的校区。这也是学校在接下来五十年里的校园。19世纪后半叶，在校长弗雷德里克·奥古斯都·波特·巴纳德（Frederick Augustus Porter Barnard）的领导下，学院迅速地展现出了现代大学的雏形。此时，归功于城市快速膨胀的人口，对纽约房地产的投资成为了学校收入的主要来源。时至今日，更有人将哥伦比亚大学与纽约大学和天主教会并列视为纽约市的前三大土地拥有者。

### 哥伦比亚大学（1896年至今）

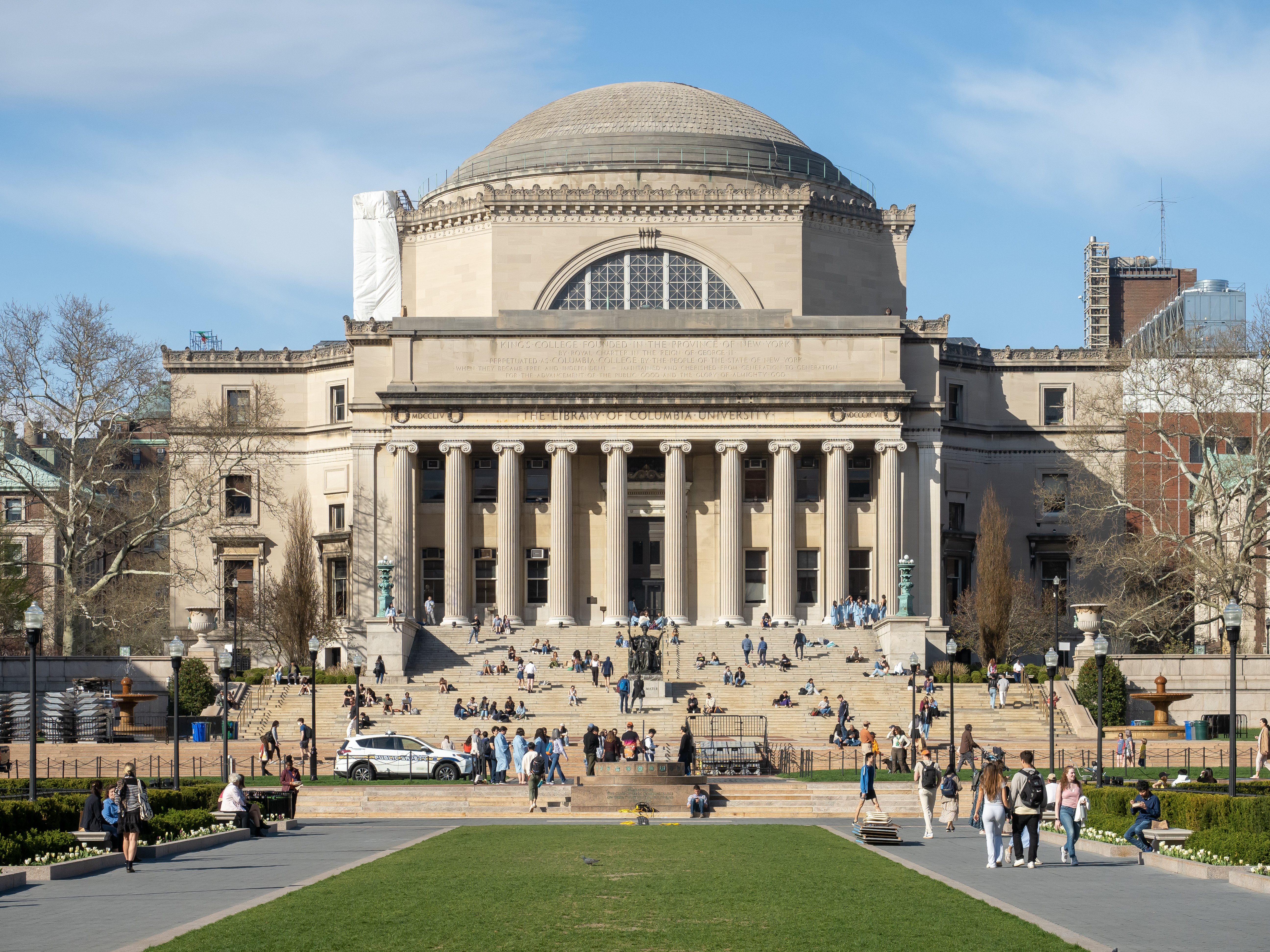
洛氏纪念图书馆

1896年，学校董事们正式决定使用“哥伦比亚大学”作为这所学校的新名字。自此以后直到今天，她的官方名称为“纽约市哥伦比亚大学”。同时，校长塞斯·洛再一次搬迁了校园，这一次校园从49街转至现在的地址——一个更加宽阔的，位于快速发展的晨边高地的校区。在洛的继任者尼古拉斯·默里·巴特勒长达四十多年的工作下，哥伦比亚大学快速成为了美国重要的研究机构，为后来的大学设立了“综合性大学”的典范 

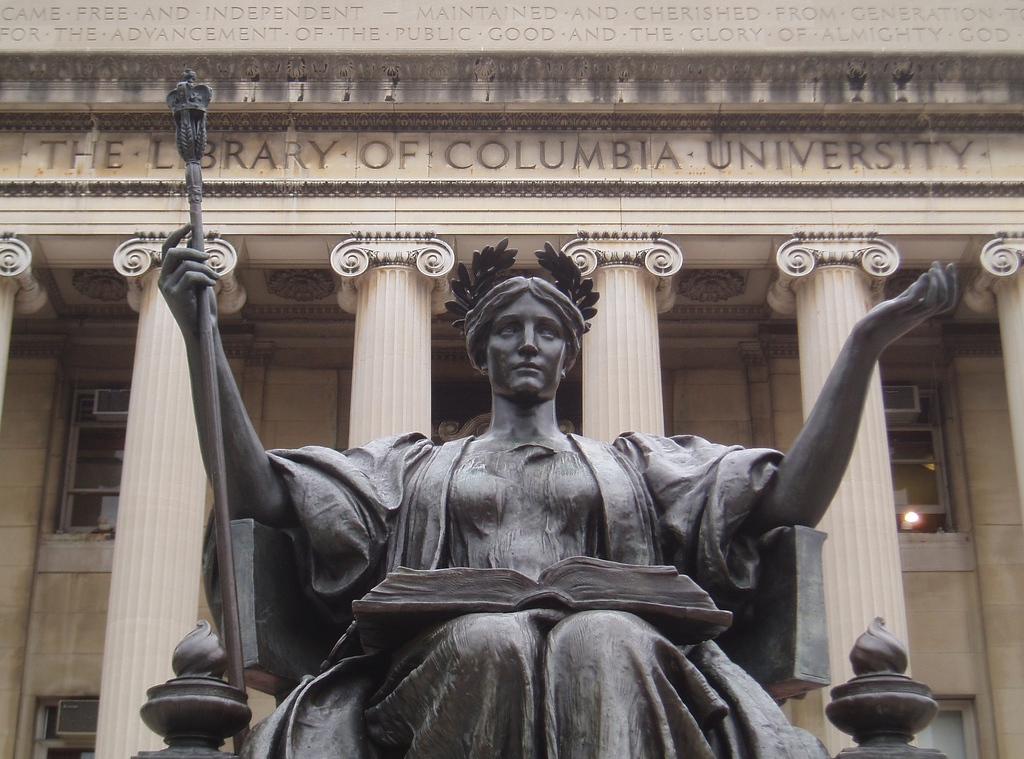
智慧女神（Alma Mater）

哥伦比亚大学教师约翰·瑞·邓宁、伊西多·艾萨克·拉比、恩里科·费米以及波利卡普·库施开展的有关原子的研究，因为第一座核反应堆的建成以及之后曼哈顿计划的启动，在20世纪40年代时将哥伦比亚大学物理系放在了世界的聚光灯下。1947年，为了满足美国二战退伍军人的需求，大学的一所附属院校被重组为一个本科生学院，命名为哥伦比亚大学通识教育学院。
20世纪60年代，哥伦比亚大学经历了大规模的学生运动，这场运动在1968年数百名学生占领了学校的多幢建筑后达到了顶点。这次事件迫使校长格雷森·柯克（Grayson Kirk）辞职，同时也催生了校理事会。
虽然学校的多个学院早已从多年前开始招收女生，哥伦比亚学院直到1983年秋季才第一次招收女性。在与巴纳德学院关于合并两校的，长达十年的谈判失败后，一个只招收女性的巴纳德学院成为了哥伦比亚大学的附属学院。现今巴纳德学院仍然附属于哥伦比亚大学，巴纳德的毕业生会被授予由哥伦比亚大学和巴纳德学院共同颁发的学位。
自2023年10月6日以色列—哈馬斯戰爭爆发以来，哥伦比亚大学的亲巴勒斯坦学生和亲以色列学生发起示威活动，其中在2024年4月发生的校园占领行动以纽约警方强势进入校园清场收尾，但却得到全美各地的高校响应，形成学运浪潮。

## 校区

### 晨边高地

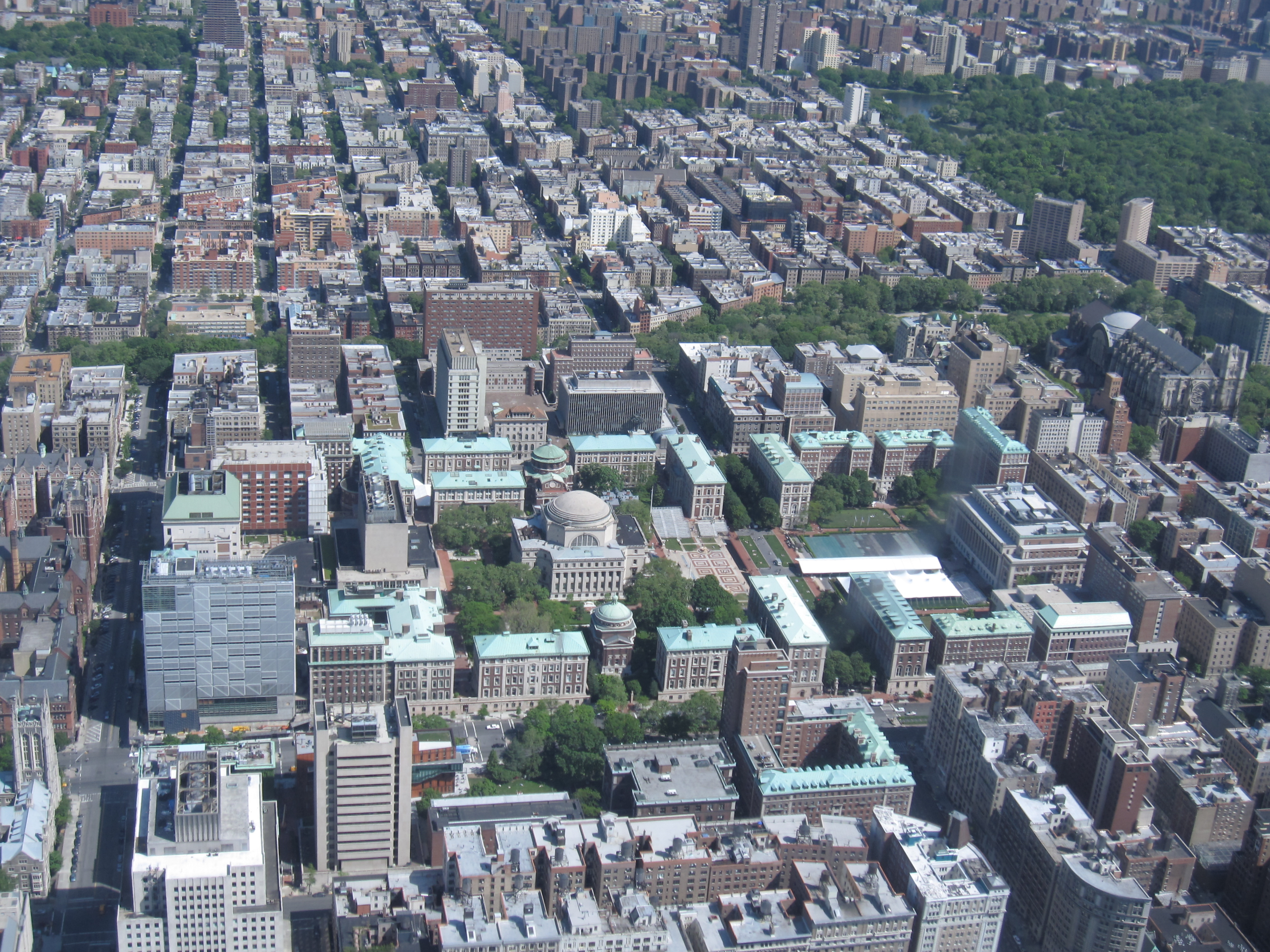
俯瞰哥倫比亞大學位於曼哈頓上城的主校區

大多数哥伦比亚大学的大學部學生和研究所學生在位于纽约市晨边高地的主校区学习——根据塞斯·洛十九世纪晚期的观点，大学所有的教学任务都应该可以在一个校园内完成。校园由麦金米德与怀特建筑师事务所（McKim, Mead, and White）的建筑师们采用布杂风格（Beaux-Arts principles）的设计思路主持设计。校区占地超过六个街区，32英亩（13公顷）。哥伦比亚大学在晨边高地拥有7,800套公寓，用来提供给教职員以及研究生们居住；另外几乎所有的二十余个大學生公寓（包括起初即设计为学生公寓的建筑以及后来改作学生公寓的建筑）都位于校园附近或晨边高地地区。学校拥有发达且历经一个世纪的地下隧道系统，最古老的部分甚至要早于晨边高地的主校区。其中有一些仍然对公众开放，而其余部分则已经被封锁起来。

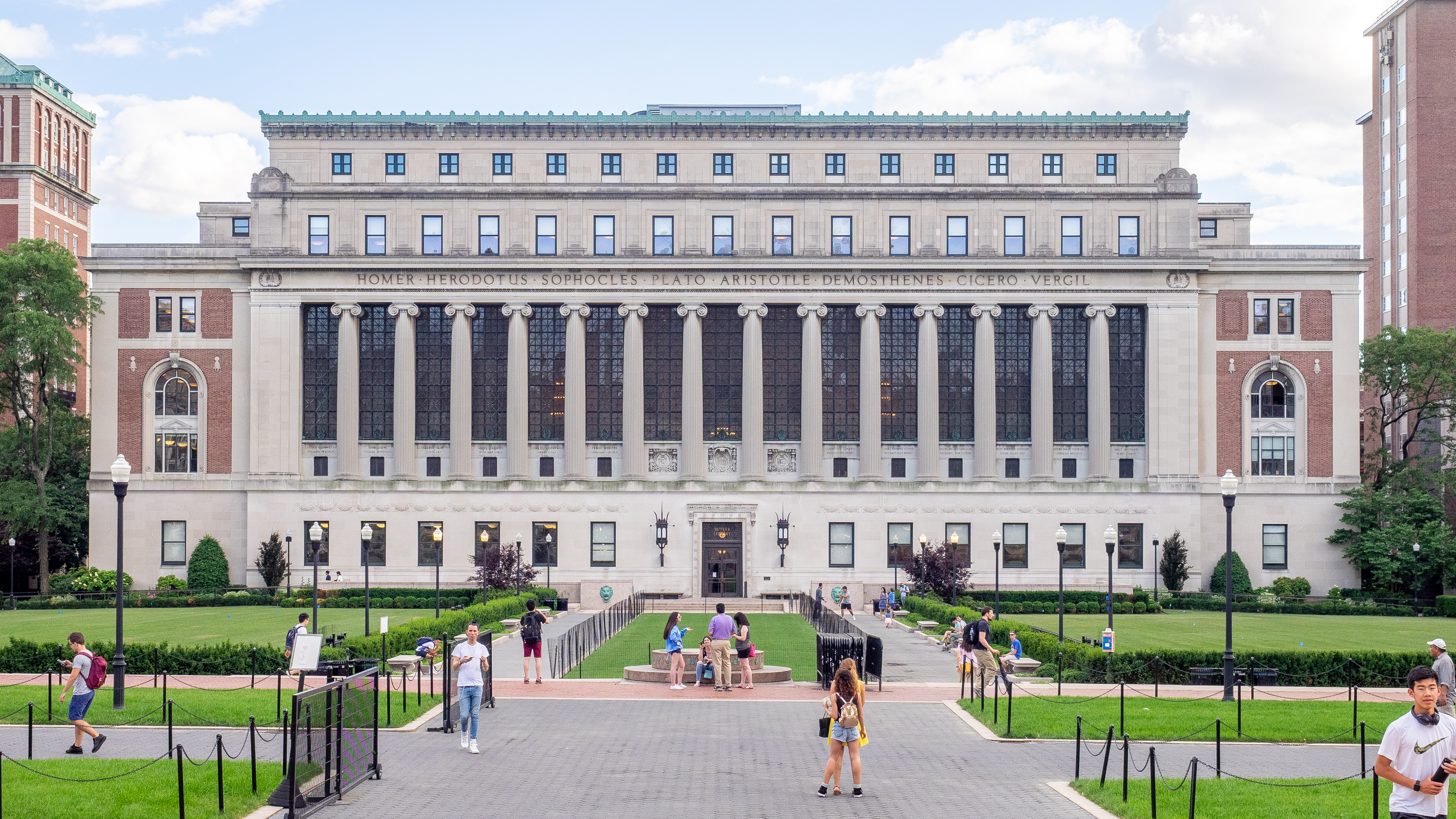
巴特勒图书馆

通常被称为巴特勒图书馆的尼古拉斯·穆瑞·巴特勒图书馆（The Nicholas Murray Butler Library）是哥伦比亚大学图书馆系统中最大的单体图书馆，也是学校规模最大的建筑物之一。该图书馆起初是由前校长尼古拉斯·穆瑞·巴特勒提出作为扩展洛氏纪念图书馆的“南馆”（South Hall）建造。图书馆由爱德华·哈克尼斯（Edward Harkness）——他同时也是耶鲁大学住宿学院系统的资助人——资助建造，由巴特勒校长最中意的建筑师詹姆斯·甘博·罗杰斯（James Gamble Rogers）设计。图书馆于1934年建成，并在1948年改名为巴特勒图书馆。图书馆采用新古典式设计。其正面由一排爱奥尼亚式石柱装饰，石柱上方镌刻着古希腊与古罗马时期许多伟大作家，哲学家与思想家的姓名，他们中大多数人的作品是选修哥伦比亚学院“核心课程”（Core Curriculum）学生的必读书籍。截至2012年，哥伦比亚大学图书馆系统的收藏量已经超越了1,100万，是美国第八大图书馆系统，同时在美国高校图书馆系统收藏量排名中位居第五。其中学校的东亚图书馆（East Asia Library）始建于1902年，是美国东亚研究领域的主要收藏地之一，拥有超过1,000,000册的中文，日文，韩文，藏文，蒙文，满文以及西方语言文献书籍，7,500种期刊，以及55种报纸的馆藏。其中图书馆收藏的第一部中文图书是1902年由清朝慈禧太后赠予的5,044卷《古今图书集成》。在东亚图书馆非开放式的善本特藏书库中还藏有丰富的珍贵资料，如甲骨文，门神年画，日本宫廷戏剧脸谱，以及中国之外的最丰富的谱牒收藏，日本木刻印制品以及江户时代的木刻书籍，以及少量的但极其珍贵的韩国善本书籍收藏。

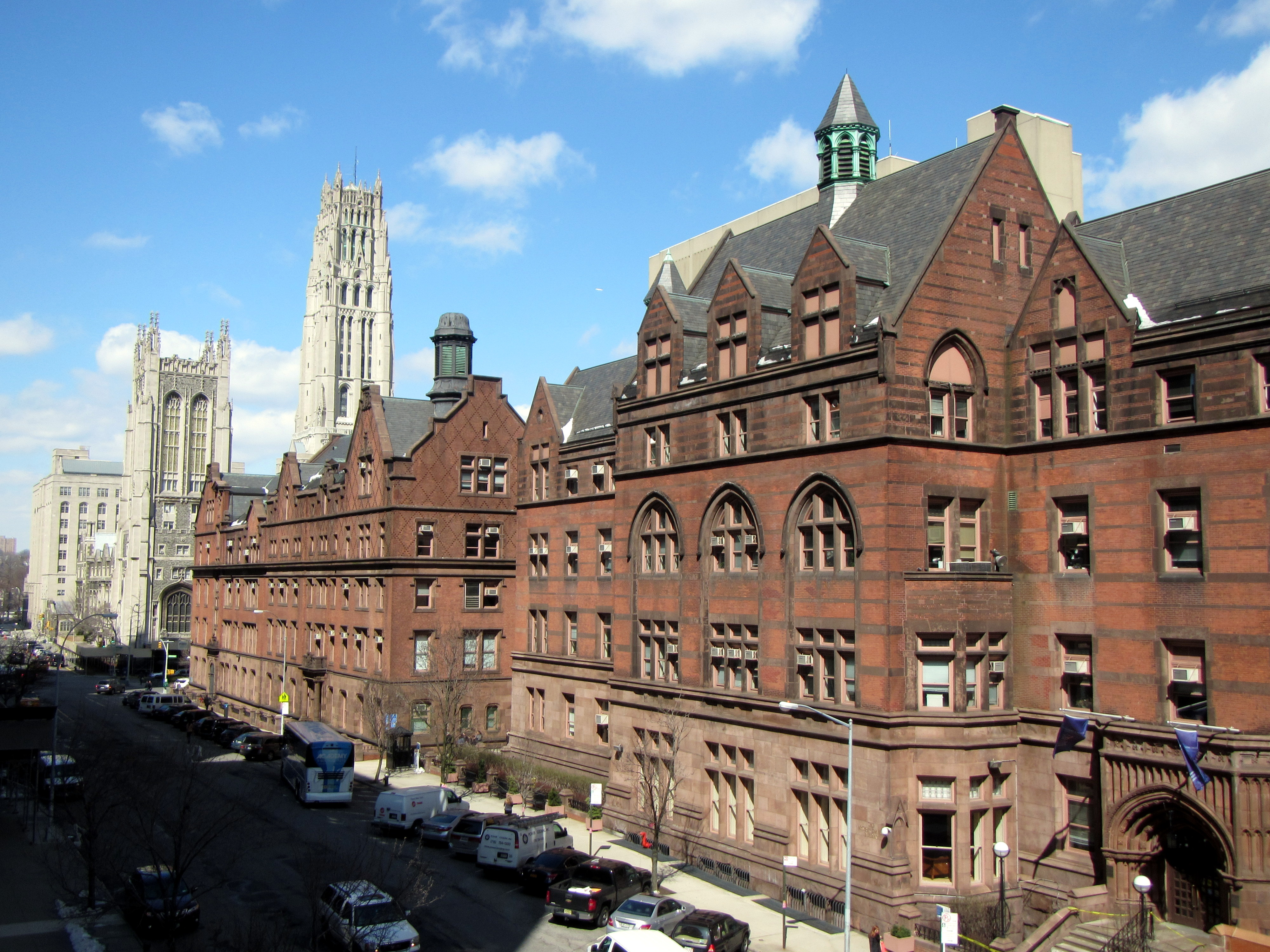
教师学院

晨边高地校区的许多建筑被列入了美国国家史迹名录。作为美国国家历史地标以及校区核心的洛氏纪念图书馆因其重要的建筑价值被收入该名录。哲学楼（Philosophy Hall）则因为其作为调频收音机发明地的原因被收录。另外一个美国国家历史地标，同时是物理系与天文系所在地的普平楼也被收入了美国国家史迹名录，人类历史上第一次铀裂变的实验就是在这里，于丹麦哥本哈根完成的人类历史上第一次原子分裂的十天后，由恩里科·费米主持进行。。

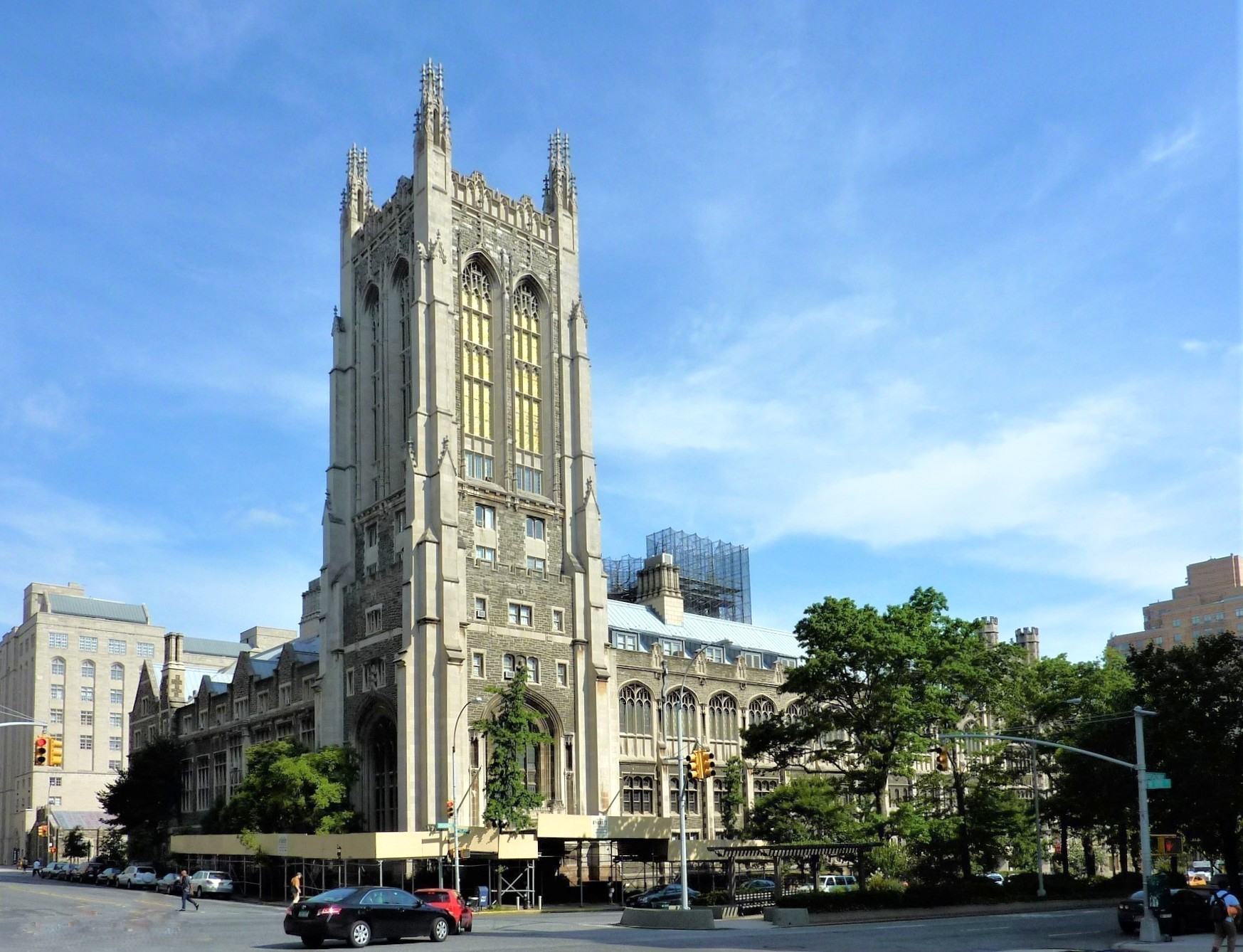
协和神学院

为使校园中央的洛氏图书馆与其前方广场更加协调，麦金姆-米德-怀特公司邀请丹尼尔·切斯特·法兰奇（Daniel Chester French）在洛氏纪念图书馆前方台阶的中心设计了一座名为“母校”的雕像。雕像中的女神身穿学袍，头戴桂冠，于王座之上平视前方。王座扶手的前端是两盏明灯，代表着智慧（Sapientia）与信条（Doctrina）。女神膝上打开的书本象征着知识，一只代表智慧的猫头鹰藏在学袍的褶皱中。女神右手手持一柄由四束麦穗装饰的权杖，权杖顶部的王冠象征着学校初创之时曾为王室特许机构的历史。女神的部分创作原型据说是一位名叫玛丽·劳顿（Mary Lawton）的当地演员。雕像于1903年9月23日以罗伯特·戈莱特（Robert Goelet）先生及其夫人的名义正式赠送给学校。起初雕像的桂冠以金叶覆盖，在1968年哥倫比亞大學學生抗議運動中，一枚炸弹对雕像造成了损坏，不过随后得到了修复。雕像中隐藏的小猫头鹰后来成为了许多哥伦比亚大学校园传说中的主角，最为人熟知的一条是：新生中第一个在雕像中发现这只猫头鹰的人将会成为最优秀的学生，而那些随后找到的男生们将会在学校对面的巴纳德女子学院遇见自己的新娘。
“校园台阶”（The Steps），或者称为“洛氏台阶”（Low Steps）、“城市海滩”（Urban Beach），是一个非常受哥伦比亚大学学生们欢迎的会面地点。这是一段连接校园低地部分（即南校园，South Field）与地势较高部分的大理石台阶。受城市美化运动启发的这一设计为哥伦比亚大学及其附属学院的学生及教职工的日常聚会，活动与大型仪式提供了舒适与宽敞的户外空间。同时麦金姆公司经典的洛氏图书馆正面设计是十九世纪晚期新古典主义风格设计的一个缩影。作为洛氏图书馆的入口，庄重的古典风格石柱和门廊无不显示其装饰建筑的重要性。气候温暖宜人的时候，洛氏台阶经常成为学生们享受日光浴，午餐与玩飞盘的理想去处。

### 其他校区

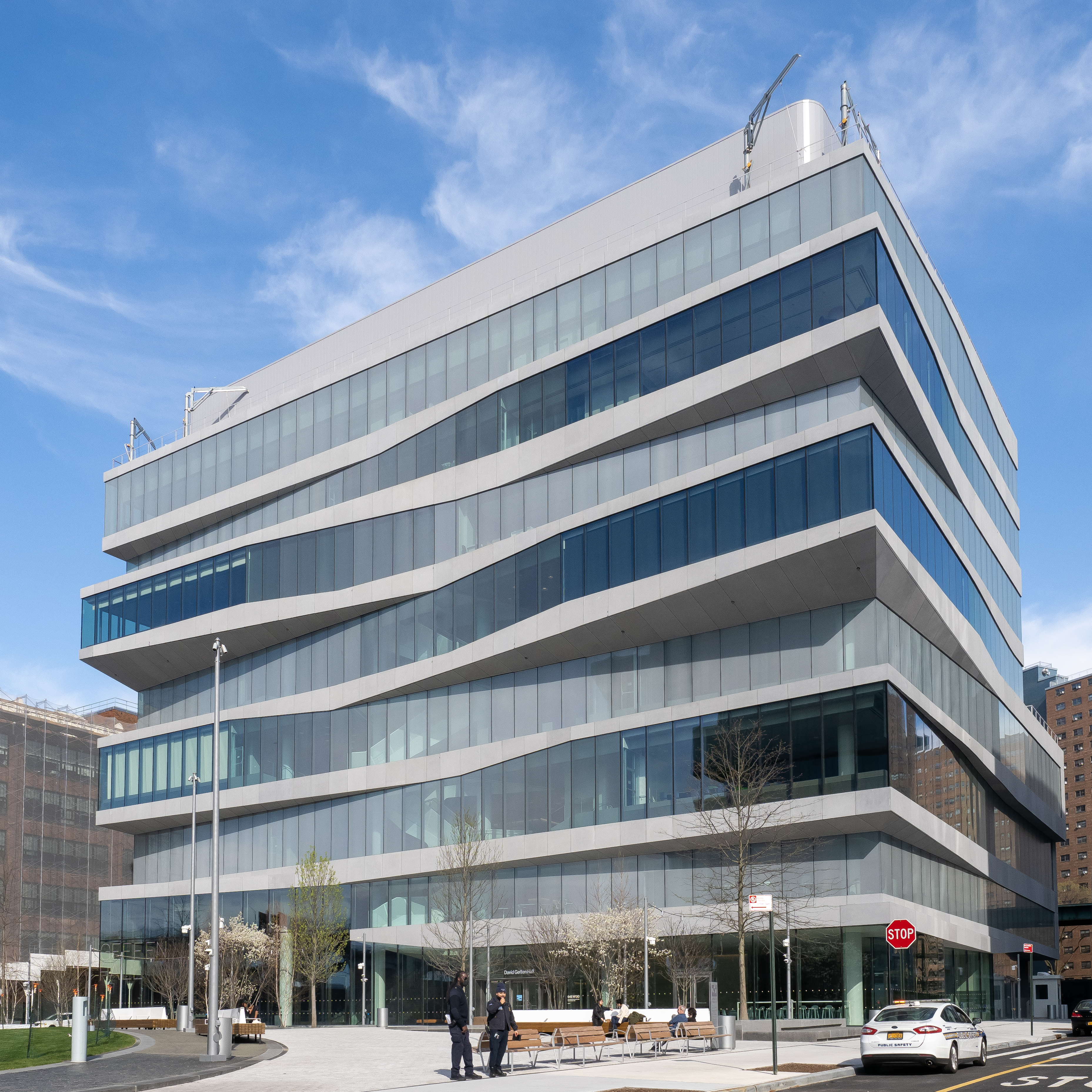
曼哈頓維爾校區的商學院新大樓

2007年4月，大学购买了位于晨边高地校区以北曼哈顿维尔的一个工业区超过三分之二，约17英亩（6.9公顷）的土地。这块新校区计划容纳哥伦比亚大学的商学院與国际与公共事务学院（School of International and Public Affairs，SIPA），以及主要研究神经退行性疾病，例如帕金森氏症和阿尔茨海默氏症的莫蒂默·B·扎克曼心智、大脑与行为研究学会（Mortimer B. Zuckerman Mind Brain Behavior Institute）。这一涉及70亿美元资金的扩展计划包括拆毁除三处有历史价值的建筑以外的所有建筑，清除区域内所有的轻工业和仓库，以及重新安置132幢公寓的租户，最后这一区域将为哥伦比亚大学增加6,800,000平方英尺（630,000平方米）的校园面积。但基于从财产保护、公平交换土地到维护居民权的许多理由，西哈勒姆区的社区活动团体反对大学的这一扩张计划。随后举行的听证会听取了周围社区的反对意见。后来，纽约州的帝国州发展公司（Empire State Development Corporation）通过表明曼哈顿维尔地区的萧条现状获得了该地块的使用权，并且在2008年12月得到了政府部门给予的，为了发展公共事业使用私人财产的权利。2009年5月20日，纽约州公共机构管理理事会（New York State Public Authorities Control Board）批准了学校在曼哈顿维尔的扩大计划。2016年10月24日，新校区举行了落成典礼，同时莫蒂默·B·扎克曼心智、大脑与行为研究学会与伦费斯特艺术中心（Lenfest Center for the Arts）也正式开始向校区内首座建筑，杰罗姆·L·格林科学中心（Jerome L. Greene Science Center）进行搬迁。杰罗姆·L·格林科学中心预计于2017年春正式运营。。

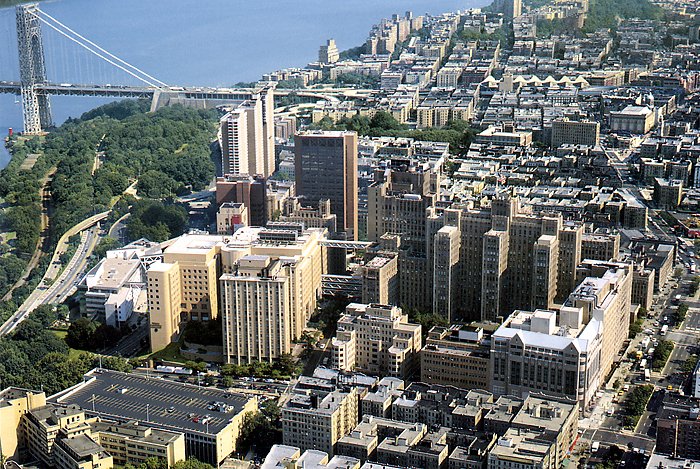
位于华盛顿高地的哥伦比亚大学医学中心（Columbia University Medical Center）

纽约基督教长老宗医院是一所同时附属于哥伦比亚大学医学院和康奈尔大学医学院的医疗机构。根据《美国新闻与世界报道》的“美国2009年最佳医院排名”，她的总排名为第六名，在大學医院的排名中列第三名。哥伦比亚大学医学院与纽约州精神病学研究所（New York State Psychiatric Institute）有战略合作关系，并且有其他十九所美国医院以及四所位于海外的医院附属于哥伦比亚大学。学校与健康相关的学院均位于哥伦比亚大学医学中心（Columbia University Medical Center）。占地20英亩（8.1公顷），位于华盛顿高地附近，与晨边高地主校区相隔50个街区。其他通过纽约基督教长老宗医院附属于哥伦比亚大学医学院的教学医院还包括在曼哈顿的佩恩·惠特尼门诊部（Payne Whitney Clinic），以及位于纽约州白原的佩恩·惠特尼·温彻斯特（Payne Whitney Westchester）精神病学研究所。
在曼哈顿的北端因伍德附近，哥伦比亚大学拥有占地26英亩（11公顷）的贝克尔运动综合中心（Baker Athletics Complex），其中包括了劳伦斯·A·韦恩运动场（Lawrence A. Wien Stadium），以及野外运动，田径和网球的相关运动设施。第五个校区位于哈德逊河西岸，占地157英亩（64公顷）的拉蒙特-多赫提地质观测站。第六个校区是坐落于纽约州欧文顿（Irvington），面积60英亩（24公顷）的内维斯实验室（Nevis Laboratories），该实验室的主要任务是研究粒子物理与运动物理。此外学校在法國巴黎的雷德楼（Reid Hall）还有一块远离本土的教学区。

### 可持续发展
2006年，学校成立了环境管理办公室（Office of Environmental Stewardship）以减轻学校的环境足迹（Ecological Footprint），美国绿色建筑委员会选择了哥伦比亚大学在曼哈顿维尔的新校區扩建计划作为其“领先能源与环境设计相关设计”的试点计划。这一计划专注于实现智能化发展（smart growth），新城市主义（new urbanism）以及绿色建筑设计准则（"green" building design principles）。哥伦比亚大学是“2030挑战计划伙伴”（2030 Challenge Partners）的成员之一。这一计划由纽约市的九所大学参与，旨在今后十年内将温室气体的排放减少30%。哥伦比亚大学在所有新造建筑和主要的翻新工程中均采用了LEED标准。学校为自己设定的最低标准是银奖级，但纵观其设计与审核过程，她完全可以达到更高的评级。虽然这样的标准无疑对消耗大量能源的实验室和研究大楼是一个挑战，然而学校在实验室的设计上同样采用了基于LEED标准的设计指导，在保护实验人员安全的同时增大能源使用的效率。
每周四和周日，哥伦比亚大学都会开办绿色集市。在那里，当地的农民可以将他们的产品售予纽约市民。另外在四月与十一月期间，作为当地园艺作物中心之一的霍奇森农场（Hodgson’s Farm）还会在集市中销售多种多样的植物与花卉。这一集市是由非营利组织“GrowNYC”在纽约市各地组织的许多类似集市中的一个。餐饮服务方面，除了提供以可持续捕捞方式获取的海产品以及通过良性贸易购买的咖啡以外，哥伦比亚大学还将其36%的预算投入当地产品的采购。因为其在环保以及可持续发展上采取的努力，哥伦比亚大学在“2011年高校可持续发展报告”中被评为“B+”级。

## 公共交通
哥伦比亚大学曼哈顿校园的公共交通非常便利，纽约地铁1号线的116街-哥倫比亞大學車站直接服务于校园，从校园向东穿过晨边公园后走过两个街区即可搭乘地铁A线、B线和C线，其中A线可到达肯尼迪国际机场，另有大都会运输署运营的多条公交线路。

## 学术及组织结构

### 组织结构
大学直辖二十所学院，包括哥伦比亚学院、傅氏基金工程和应用科学学院和通识教育学院三所本科生學院與其他研究生學院等。同时哥伦比亚大学擁有四所附属學院，包括教育学院、巴纳德学院、协和神学院與美國猶太教神學院。另外学校还与巴黎政治学院和朱利亚学院拥有本科联合教育项目。大学同时在安曼、北京、伊斯坦布尔、巴黎、孟买、里约热内卢、圣地亚哥、亚松森和内罗毕建立了哥伦比亚大学全球中心。
哥伦比亚大学是一所独立的，私人资助的，无宗派的高等教育机构。其正式的法人名称是“纽约市哥伦比亚大学的受托人”（The Trustees of Columbia University in the City of New York）。大学的首部章程于1754年由英王乔治二世颁布，现行的章程则是在1787年首次制定，1810年由纽约州议会最后修改而成。大学由二十四位校董事会成员管理，通常包括作为当然委员的校长。校董事会成员们负责选择自己的继任者，其中六人从哥伦比亚大学校友会（Columbia Alumni Association）推荐的人选中任命；六人由董事会在与校理事会磋商后予以委任；而包括校长在内的其余十二人则由董事们通过内部程序任命。校董事会成员任期六年，一般不得连任超过两届。校董事们可以任命校长与其他的高级管理人员，以及在需要时审核与确认教职的委任。校董事们有权确认学校的财政与投资计划，批准预算，监管学校的捐赠，指导学校的地产与其它资产的管理，以及监督学校的日常行政管理。
校理事会是由董事会成员们在1969年全校范围投票后成立的机构。它继承了1890年成立的校评议会（University Council): “一个由教师，院系主任和高级行政人员，以及其他管理人员组成，用来规范学校工作人员内部事务以及讨论学校重要事务的机构”的权利。校理事会是一个由从学校所有选区中选出的107名成员组成的一院制机构，成员中包括校长、教务长、哥伦比亚学院和人文与科学研究生院（Graduate School of Arts and Sciences）院长、所有校理事会的当然委员（ex offcio）、以及五位由校长从学校管理人员中任命的成员。校长担任理事会的主席。校理事负责审阅学校的教学政策，硬件设施的发展更新，预算，以及学校的对外交往。校理事会同时还负责监督教师们的学术自由情况以及学生与教师们的福利情况。
哥伦比亚大学校长经由校董事会与校理事会执行委员会磋商后选出，代表校董事会的意愿，是学校的最高级行政人员。校长在行政管理中的助手有教务长（高级执行副校长、哥伦比亚大学医学中心执行副校长、分管各个部门——例如人力资源、学校安全等——的副校长，学校总顾问，秘书长，以及各个院系的主任。所有这些人员均由校长提名后，经校董事会予以任命并代表校董事会的意愿。
李·卡罗尔·布林格于2002年6月1日正式成为哥伦比亚大学第十九任校长。作为平权法案的杰出支持者，他是最高法院两个相关连的重要案例，即格拉特诉布林格案（Grutter v Bollinger）以及格拉茨诉布林格案（Gratz v Bollinger）——这两个案例维护和明确了坚持多元化在是在高等教育中实现平权法案的重要途径——中的核心人物。他还是美国宪法第一修正案研究领域的权威学者，在言论自由与出版自由方面广泛发表著述。在大学里，他除了担任校长的职务外，还兼任哥伦比亚大学法学院的教职。

### 本科生申请以及财政支持
哥伦比亚大学2023届本科生（哥伦比亚学院与工程学院）的录取率为5.1%，这使她成为全美录取率第二低的大学，仅高于哈佛大学。 2019届本科生接受录取的比例为6.1%。而根据《美国新闻与世界报道》“2012年高校录取率排行榜”由不同方法计算出的录取率与接受录取率，哥伦比亚大学与耶鲁大学，加州理工学院与麻省理工学院并列为美国录取率最低的学校。哥伦比亚大学是一所种族多元的学校，大约有52%的学生将自己归类为有色人种。此外，超过50%的本科生接受助学金，平均金额达到46,516美元。 2015-2016学年，本科生的学费为50,526美元，而包括食宿的总花费则要达到65,860美元。
2007年4月11日，哥伦比亚大学收到了来自校友，传媒界亿万富翁约翰·克鲁格（John Kluge）共计400万至600万美元，专门用于本科生助学金的捐赠。这笔资金是高等教育史上最高的单笔捐助之一。虽然具体数额仍将取决于克鲁格去世时的最终资产值，但这笔慷慨的捐赠已然成功帮助学校改善了助学金的发放政策。年度捐赠和筹款总量的增加，以及捐赠款项使用量的加大使得学校可以更慷慨地将助学金发放给优异的学生。2008年以后，学校为家庭年收入60,000美元以下的本科生提供入学就读的专门款项，食宿与学费由学校完全承担。同年，学校停止向得到经济补助的新生及老生发放贷款，并将曾经作为经济补助一部分的贷款变为由学校发放的助学金。然而这一政策并不适用于国际学生，转学生，访问学生以及通识教育学院学生。2010年秋季，哥伦比亚学院与工程与应用科学学院开始接受“Common Application”申请系统，这一政策的改变意味着哥伦比亚大学成为了最晚采用“Common Application”的常春藤联盟成员，以及最后一批接纳“Common Application”系统的主要学术机构之一。
除助学金外，学者奖(非奖学金)同样由招生委员会发放给学生。学者奖的种类包括约翰·W·克鲁格学者奖（John W. Kluge Scholars）、约翰·杰伊学者奖（John Jay Scholars）、C·普雷斯考特·戴维斯学者奖金（C. Prescott Davis Scholars）、环球学者奖（Global Scholars）、埃格利斯顿学者奖（Egleston Scholars）、以及科学研究伙伴（Science Research Fellows）。被提名的学生由招生委员会从第一年的申请者中遴选，根据学校的标准，被选为前四种学者(即除埃格利斯顿学者和科学研究伙伴外)的学生“得以脱颖而出，是因为他们卓越的学术与个人成就，充沛的精力，旺盛的求知欲，思想的原创性与独立性，以及他们由于植根于不同文化背景与教育背景所带来的多样性”。

### 研究与排名
哥伦比亚大学是每年一度的普利策奖的颁发机构，哥伦比亚大学——包括其前身国王学院的著名校友包括五位美国开国元勋；九位美国最高法院法官；二十位在世的亿万富翁；二十九位奥斯卡奖获得者；以及二十九名各国元首，包括三位美国总统。截止2020年10月，哥伦比亚大学的校友、教授和研究人员中，共有100位诺贝尔奖得主（世界第五）、5位菲尔兹奖得主、5位图灵奖得主。
根據美國新聞與世界報導，哥倫比亞大學在2021年全美綜合大學排名第3名，全美法學院第4名、商學院第8名，全球大學排名第6名。另在2021年《華爾街日報》及《泰晤士高等教育》共同發表的全美最佳大學排名第15名。
哥倫比亞大學在2022年《美國新聞》排名中從第2位降至第18位，起因是哥倫比亞大學數學教授Michael Thaddeus的一份報告揭露了校方數據作假。2024年在全美綜合大學排名中列第12名。
哥倫比亞大學在2021年QS世界大學排名獲得第19名，並在2022年泰晤士高等教育世界大學排名獲得第11名。
在上海軟科教育信息諮詢公司發表的2020年世界大學學術排名中，哥倫比亞大學位居第7名，在國立臺灣大學發表的2020年世界大學科研論文質量評比中，則位居第13名。

### 学术成果

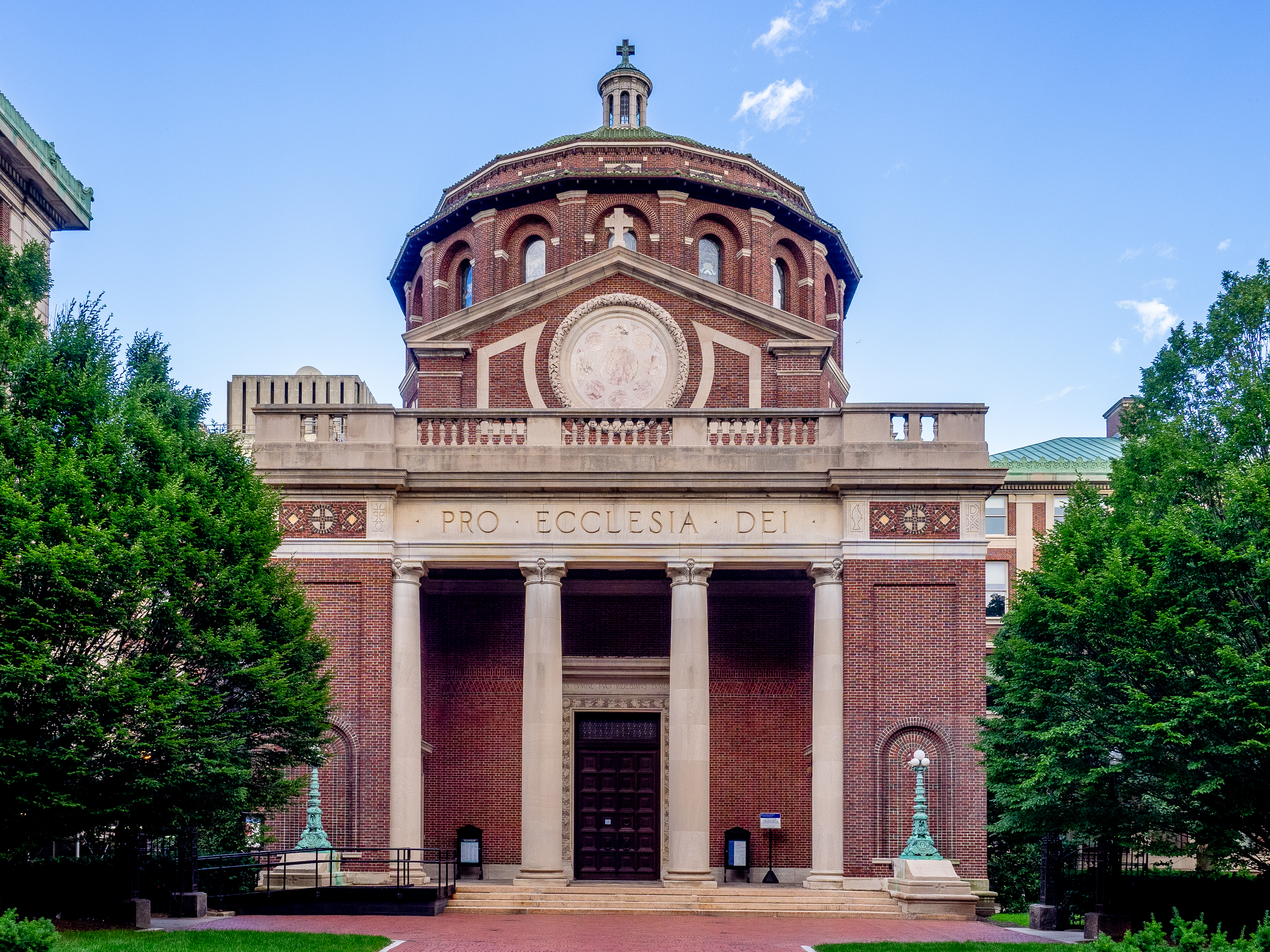
圣保罗教堂

哥伦比亚大学是北美地区第一个成功分裂铀原子的地方；调频收音机及激光的诞生地；电子工程系（Electrical Engineering）教授迪米特里斯·安纳斯塔修（Dimitris Anastassiou）在这里成功开发出可以通过有限带宽传输高质量音频、视频的MPEG-2算法；生物学家，哥伦比亚大学生物学教授马丁·查尔菲（Martin Chalfie）第一次引入绿色荧光蛋白标记完好器官中的细胞。其他与哥伦比亚大学相关的发明与成果还包括用来开发液晶显示器（LCD）的连续横向固化（Sequential Lateral Solidification，SLS）技术、System Management Arts（SMARTS）软件、会话发起协议（Session Initiation Protocol，SIP，应用于语音及视频会话，聊天，即时信息以及被称为“白板”的网络信息发布平台）、药典、Macromodel（一款应用于计算化学的软件）、一种更新更好的玻璃纤维混凝土配方、蓝色发光二极管（Blue LEDs）、以及Beamprop（应用于光子学领域的软件）。哥伦比亚大学的科学家们每年在健康科学领域约有175项新发明。市面上超过30种药物是基于哥伦比亚大学的发明与发现而问世，它们包括类克（Remicade，用于治疗关节炎）、阿昔单抗（Reopro、Abciximab，针对血栓相关症状）、适利达（Xalatan）、拉坦前列素（Latanoprost，两者均为治疗青光眼的药物）、贝赋（Benefix）、肩假体（shoulder prosthesis），检测心血管疾病的同型半胱氨酸（Homocysteine），以及用于癌症治疗的伏立诺他（Zolinza）。哥伦比亚大学科技风险投资公司（Columbia Technology Ventures，原名科学与技术风险投资公司）当前拥有600项专利以及超过250项有效的许可协议。根据学校官方的统计，其2006财年的专利相关收入超过了2.3亿美元，是世界所有大学中最高的。

## 学生生活

### 概况
|                         | 本科生 | 研究生 |
| ----------------------- | ------ | ------ |
| 亚裔/太平洋岛民         | 17.1%  | 10.9%  |
| 非裔美国人              | 7.2%   | 4.1%   |
| 拉美裔                  | 12.8%  | 5.7%   |
| 印第安人/阿拉斯加原住民 | 0.5%   | 0.1%   |
| 两或多种族混血          | 4.7%   | 1.7%   |
| 白人                    | 38.1%  | 32.6%  |
| 非居民外国人            | 13.4%  | 34.3%  |
| 未知                    | 6.2%   | 10.5%  |

在2014年秋，哥伦比亚大学的学生人数为29,870人，包括8,559名本科生，21,311名研究生和博士生，其中39%的学生定义自己为少数族裔，28%的学生在美国境外出生。26%学生的家庭年收入在60,000美元以下，这使她成为学生家庭情况最多样化的顶尖大学之一。16%的学生接受联邦佩尔助学金（Federal Pell Grants，这一助学金主要面向家庭收入低于40,000美元的学生）的资助。15%的学生是其家庭中第一位接受四年制本科教育的成员。
学校的住房可以保证所有从一年级到四年级的本科生的需求。哥伦比亚学院及傅氏基金工程和应用科学学院共用位于校内的宿舍楼。一年级学生通常居住于环绕于校园南草坪的宿舍楼：哈特利楼（Hartley Hall）、原名利文斯顿楼（Livingstone Hall）的瓦拉赫楼（Wallach Hall）、约翰·杰伊楼（John Jay Hall）、弗纳楼（Furnald Hall）或者卡曼楼（Carman Hall）中的一幢。两所学院的高年级学生则需进行学校住房的申请，以选择与朋友共同居住于回廊式（corridor-style housing）或是公寓式的宿舍（apartment-style housing）。通识教育学院及各个研究生学院则在学校周边拥有各自的公寓式宿舍。
哥伦比亚大学内有许多以希腊字母命名的兄弟会、姐妹会以及同时接纳男女生的组织。约10%至15%的本科生参与这类希腊文化组织。。校园内希腊文化社团的出现始于1836年Alpha Delta Phi组织中Delta分会的成立。希腊文化社团间联席会议（InterGreek Council）是为其下属于兄弟会联席会议（Interfraternity Council）、泛希腊社团联席会议（Panhellenic Council）及跨文化希腊社团联席会议（Multicultural Greek Council）等三个机构的会员社团提供指导以及支持的学生自治组织。这三个机构的主席每月一次召集其下属社团在希腊文化社团间联席会议的框架下进行会议。这一组织为其会员社团提供互相学习，共同工作的机会以及为组织的共同利益提出诉求。

### 出版物

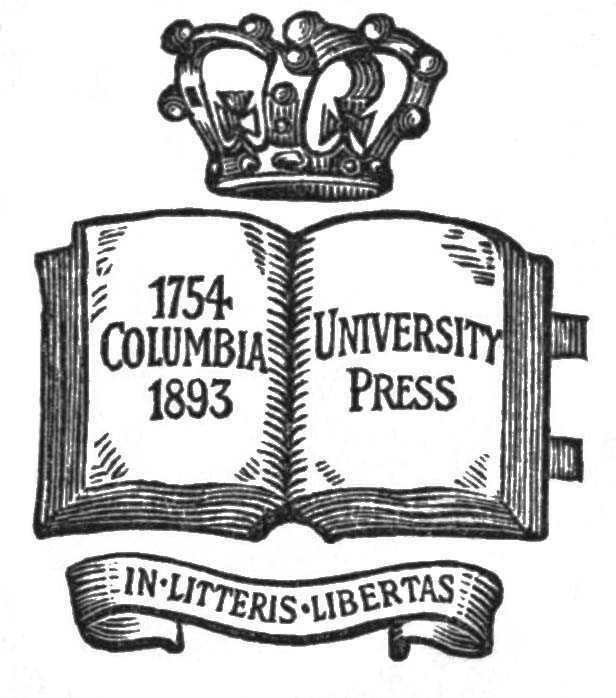
最早的哥伦比亚大学出版社标志之一

哥伦比亚大学还拥有种类多样的本科生，研究生刊物以及专业出版物。《哥伦比亚每日观察家》是全美第二份正式出版的学生报纸；《蓝与白》（The Blue and White）由1890年开始出版，起先为文学月刊，最近也开始在印刷版以及其名为Bwog的博客上更新有关校园生活以及当地政治的内容。
学校的政论出版物包括《风潮》（The Current，一份关注政治，文化以及犹太事物的期刊）、《哥伦比亚政治评论》（Columbia Political Review，由哥伦比亚政团同盟（Columbia Political Union）主办的跨党派政治刊物）、以及《对策》（AdHoc，宣称自己为“不断进取（progressive）”的校园杂志，主要关注当地的政治事务以及艺术事件）。
文学与艺术出版物包括《哥伦比亚评论》（Columbia Review，美国历史最悠久的高校文学杂志）、《哥伦比亚》（Columbia，在美国全国享有声誉的文学期刊）、《哥伦比亚文学批评期刊》（Columbia Journal of Literary Criticism）、《莫比乌斯环》（The Mobius Strip，在线出版的文学艺术杂志）。《在纽约》（Inside New York）是一部由哥伦比亚大学的本科生撰写，编辑，以及出版的纽约市年度旅行指南。根据与哥伦比亚大学出版社（Columbia University Express）达成的经销协议，该书在各个主要书籍零售商以及独立书店中销售。

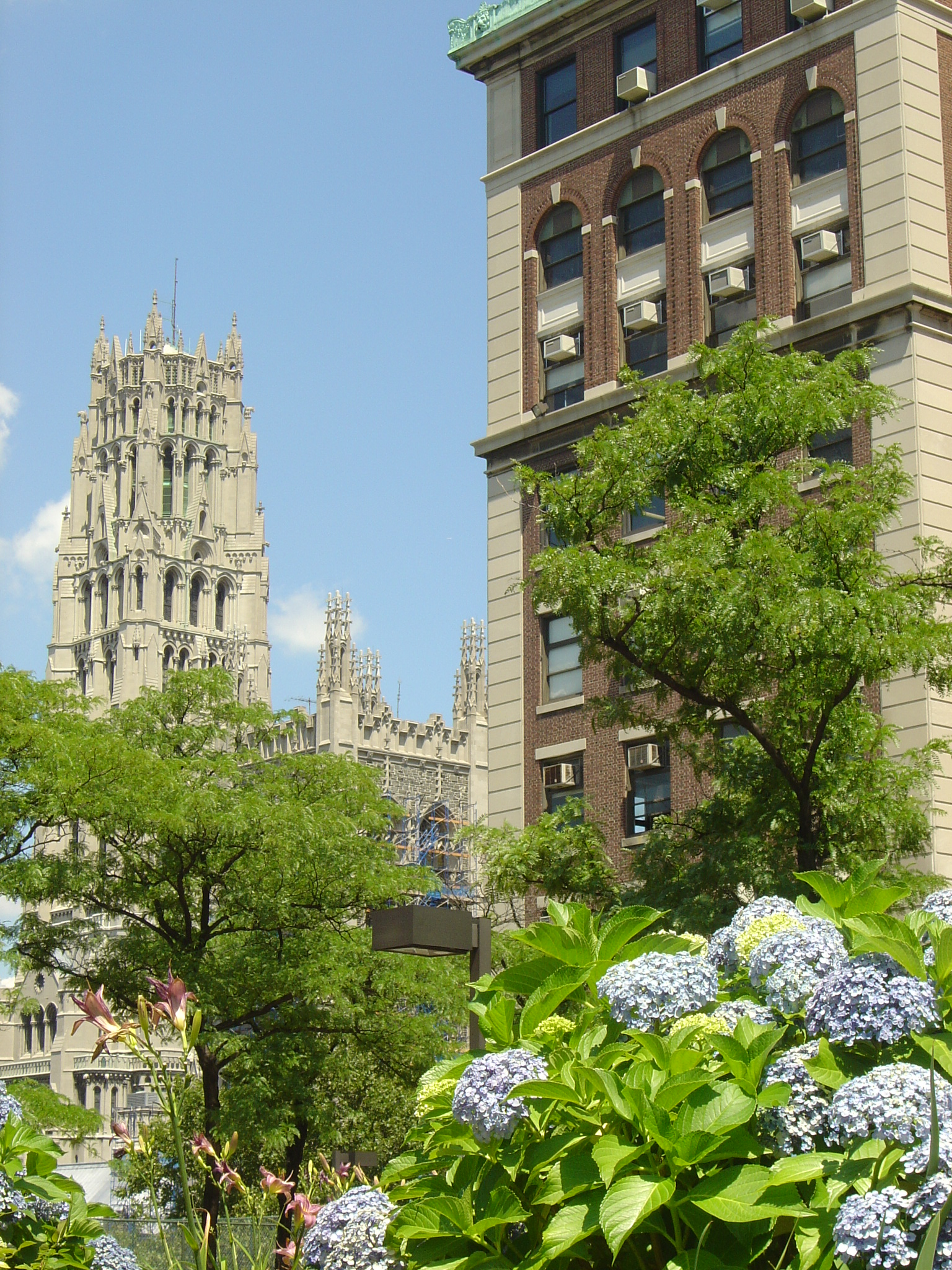
普平楼（Pupin Hall，右侧），协和神学院（Union Theological Seminary，中间）河滨教堂（Riverside Church，左侧）

哥伦比亚大学同样拥有数量繁多的本科生学术出版物。《政治与社会期刊》（Journal of Politics & Science）是由赫尔维迪乌斯小组（Helvidius Group，一个哥伦比亚大学内非营利的学生组织）出版发行，关注学校本科生社会科学领域研究的期刊；《普布利乌斯》（Publius）从2008年起正式出版，是每半年发行一次的本科生政治期刊；《哥伦比亚东亚研究》（Columbia East Asia Review）由魏海德东亚协会（Weatherhead East Asian Institute）支持，刊载全世界各地本科生关于中国，日本，朝鲜半岛，西藏，以及越南的原创研究；《白桦树》（The Birch）是关注东欧以及欧亚（Eurasian）文化的本科生期刊，她也是美国第一部由学生经营的此类期刊；前文提到的《哥伦比亚政治评论》（Columbia Political Review）是哥伦比亚政团同盟（Columbia Political Union）主办的本科生政论杂志；《哥伦比亚经济评论》（Columbia Econimic Review）则是在哥伦比亚大学经济系（Columbia Economics Department）支持与指导下，关注本科生对经济理论和政策研究的期刊。在自然科学领域，本科生主办的《哥伦比亚科学评论》（Columbia Science Review）主要刊载科普文章以及学生的研究论文。
除了学术内容外，哥伦比亚大学的学生出版物在讽刺幽默方面也有涉及。其中的代表如《联邦党人报》（The Federalist Paper，通常被称为The Fed，一份着眼于讽刺及对事件进行深入调查的报纸，三周刊行一次）和《哥伦比亚小丑》（Jester of Columbia，一份致力于在生活中注入幽默元素的校园幽默杂志）。其他学生出版物还包括《哥伦比亚人》（The Columbian，学校本科生所有学院的年鉴）、《牛虻》（Gadfly，本科生主办的，关注通俗哲学的半年刊）、以及《蓝色狂想曲》（Rhapsody in Blue，本科生都市研究杂志）。
除学生刊物外，学校的各个院系亦多有主办各自领域的专业期刊，例如《音乐学动态》（Current Musicology）以及《哲学研究期刊》（The Journal of Philosophy）。每年的春季学期，新闻学院的研究生们会主办名为《布朗克斯节奏（页面存档备份，存于）》（The Bronx Beat）的报纸，这份两周发行一次的报纸主要覆盖南布朗克斯地区的新闻动态。另外，教师学院从1900年起开始出版《教师学院记录（页面存档备份，存于）》（Teachers College Record），该期刊记录了教育领域的相关研究，分析以及评论。
成立于1961年，在哥伦比亚大学新闻学研究生学院（Columbia University's Graduate School of Journalism）支持下的《哥伦比亚新闻学评论》（Columbia Journalism Review, CJR）旨在考察媒体的日常表现以及影响媒体日常表现的因素。该刊每年发行六次，登载经过慎重审核的报告、分析、批评以及评论。另一方面，杂志官方网站CJR.org通过发布关于新闻业的最新报道及评论，使CJR在实时新闻业观察领域亦成为重要的存在。无论是网络媒介还是纸质媒介上，《哥伦比亚新闻学评论》始终与在美国与世界致力于提高新闻业整体水准的群体保持着密切联系。

### 广播

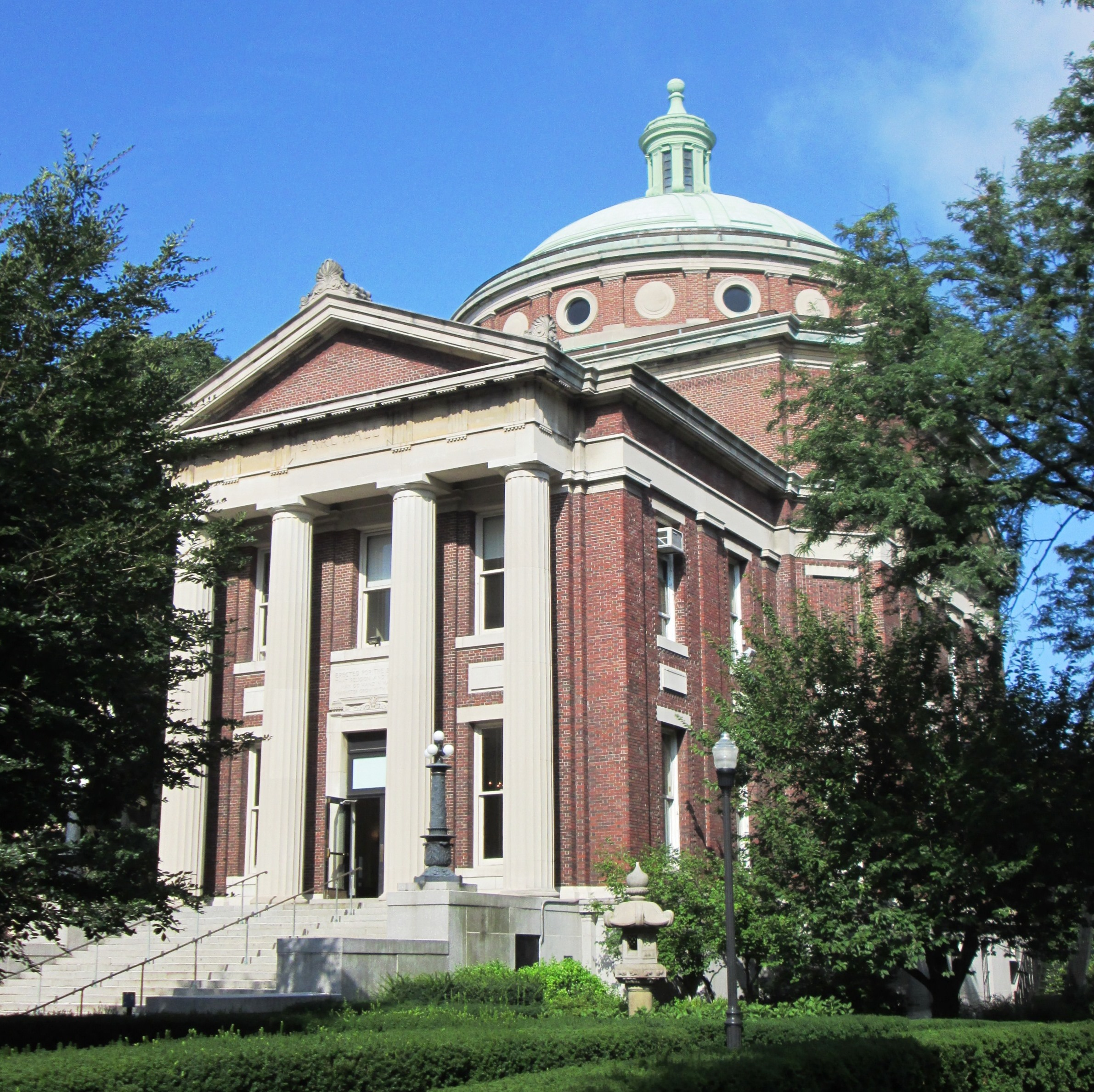
厄尔楼（Earl Hall）

哥伦比亚大学是两家本科生校园广播机构的所在地：WKCR-FM以及CTV，她们也是本科生校园广播的先驱者。WKCR是一家可覆盖除夏威夷，阿拉斯加以及美国海外领地的美国本土的学生广播台。归功于埃德温·霍华德·阿姆斯特朗的加入，WKCR也是世界上最早的调频广播台。广播台于1939年7月18日正式投入运行，她从一座400英尺高，位于新泽西州阿尔卑（Alpine）的天线塔进行了世界上第一次调频信号传输。起先，WKCR并不是一家一般意义上的广播台，而是一个关注无线电通信技术的组织。然而随着组织成员的不断增多，这一新生组织遂将精力投向了广播领域。埃德温·阿姆斯特朗在组织初创之时作出了许多贡献，当学生们在宿舍里设计他们的第一个简陋的电台时，他向学生们提供了一个麦克风以及录音转播机。现在，广播台的工作室位于晨边高地校区阿尔弗雷德·勒拿楼（Alfred Lerner Hall）的二楼，其传输塔则位于曼哈顿中城的4 Time Square大楼。哥伦比亚电视台（Columbia Television , CTV）是美国第二家学生电视台，以及CTV新闻——由哥伦比亚大学本科生制作的一档每周进行直播的新闻节目——的制作者。

### 演讲与辩论
爱辩者社团（Philolexian Society）是一个于1802年成立的文学与辩论社团。她是哥伦比亚大学最早的学生组织，同时也是美国第三个成立的高校文学社团。社团除组织每周一次的辩论外，还举办“垮掉一代之夜”（the Beat Night，在校园台阶（The Steps）上大声朗诵“垮掉的一代”作家们的诗作）以及在数学楼（Mathematic Hall）前草坪上，协会成员们穿着19世纪服装举行的“门球茶会”（Croquet Tea）。自1986年起，社团每年组织“乔伊斯·基尔默坏诗竞赛”（Joyce Kilmer Bad Poetry Contest）以纪念身为哥伦比亚大学校友，曾经的协会副主席的诗人乔伊斯·基尔默（Joyce Kilmer）。‘’‘哥伦比亚议会辩论队（Columbia Parliamentary Debate Team）’‘’不仅作为美国议会辩论协会（American Parliamentary Debate Association）的一员参与美国国内的巡回辩论赛，还是在哥伦比亚校园举办的中学间和高校间辩论赛，以及大学相关话题的公共辩论的主办方。
哥伦比亚国际关系会议组织（Columbia International Relations Council and Association，CIRCA）监督着哥伦比亚模拟联合国（Columbia's Model United Nations）活动，在高校与中学开展模拟联合国会议，邀请在国际政治中有影响力的人物进行校园演讲，在模拟联合国活动中训练那些来自纽约办学实力相对较弱学校的学生，以及对组织旗下的辩论队进行监督。该辩论队经常前往美国国内其他高校进行竞赛，并且参加每年一次的国际会议。由于她频繁地被授予最佳奖项，因此被认为是美国最好的辩论队之一。

### 科技与创业

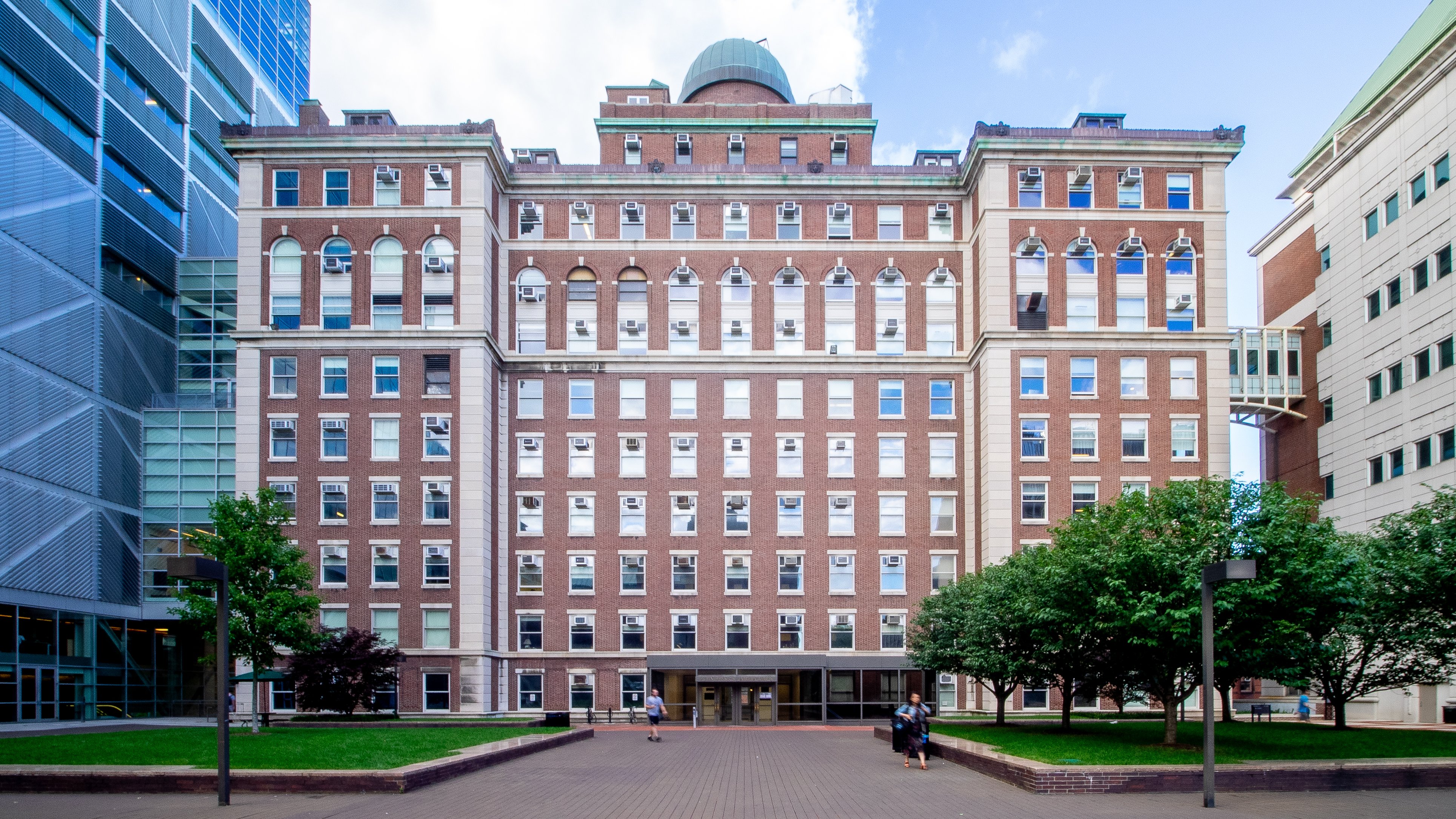
普平楼（Pupin Hall），物理系楼，可见屋顶的天文台

哥伦比亚大学新兴企业家组织（Columbia University Organization of Rising Entrepreneurs，简称 CORE）成立于1999年。这个学生团体致力于促进校园创业。每年CORE组织都会组织很多活动，诸如一些讲座，#初创哥伦比亚(#StartupColumbia)，一场包括会议和竞争250000美元风投资金的活动；还有点燃@哥大(Ignite@CU)，一个针对对设计、工程和创业有兴趣的本科生设计的周末活动。著名的演讲者包括彼得·泰尔（PayPal公司创始人之一）、杰克·多西（Twitter创始人）、亚历克西斯·瓦尼安（Reddit创始人）、 德鲁·休斯顿（Dropbox创始人）以及马克·库班（Broadcast.com创始人）。截至2006年，CORE组织已经向研究生与本科生发放了超过十万美元的种子资金。
CampusNetwork，一个早于Facebook的校园社交网站，由工程学院学生亚当·戈德堡（Adam Goldberg）于2003年成立。马克·扎克伯格曾邀请戈德堡到帕罗奥图的Facebook与他一起工作，但是戈德堡拒绝了他的邀请。傅氏基金工程和应用科学学院通过其科技、创新和社区参与中心提供“科技创业”辅修专业。 工程学院的创业活动着重于纽约市和全球规模的社区建设活动，与诸如微软公司的合作伙伴关系使得这成为可能。
哥伦比亚为纽约市提供了大量的年轻工程创业者。在过去的20年里，哥伦比亚的毕业生们创立了超过100所科技公司。布隆伯格市长为和哥伦比亚以及纽约其他大学合作的创业项目已经提供了超过670万美元的资金。傅氏基金工程和应用科学学院的教授克里斯·威金斯（Chris Wiggins） 正与纽约大学的教授埃文·科思（Evan Korth）以及希拉里·梅森（Hilary Mason）bit.ly公司的首席科学馆一起合作促进学生科技创业企业的发展，希冀于让传统上作为金融业中心的纽约市成为下一个硅谷。他们建立的网站，hackny.org，正在成为纽约市年轻创业者意见讨论的集合地，这个纽约的创业社区被他们称之为硅巷（Silicon Alley）。
于2014年6月14日，时任纽约市长迈克尔·布隆伯格宣布启动纽约媒体实验室（NYC Media Lab）项目以推动纽约媒体产业的创新。位于纽约大学坦登工程学院，这个实验室是哥伦比亚大学、纽约大学以及纽约市经济发展集团（New York City Economic Development Corporation）的联合体，目标是协调大学与企业一起进行新兴科技的研究。这个实验室参照了在麻省理工学院和斯坦福大学的类似机构。来自纽约市经济发展集团的一笔25万美元的资金被用于纽约媒体实验室的成立。每年，这个实验室将会举办一系列私人机构与学术机构之间的圆桌讨论。实验室会支持关于内容格式、下一代搜索技术，电影与游戏的计算机动画技术，新兴营销推广技术还有新设备开发等主题的研究项目。实验室也会建立一个媒体研究和发展的数据库。哥伦比亚大学将会协调该媒体实验室的长期发展方向，其教职工以及其他大学的教职工也会直接参与到实验室中。

### 体育

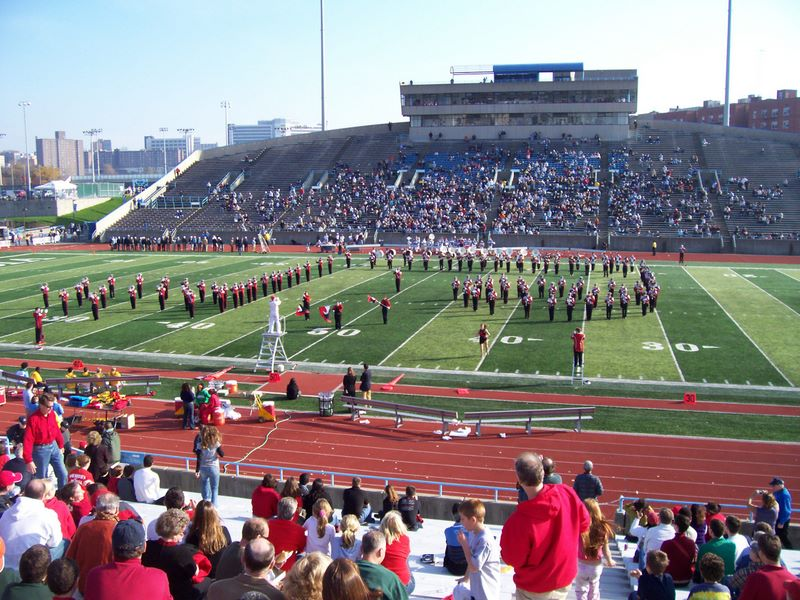
劳伦斯·A·维恩体育馆

作为國家大學體育協會和常春藤盟校成员之一，哥伦比亚大学共计有29支不同项目的体育球队。校橄榄球队雄狮队拥有一座可以容纳17,000名观众的球场——劳伦斯·A·维恩体育馆（Lawrence A. Wien Stadium）。在主校区晨边高地校园以北100个街区地段，贝克体育运动中心（Baker Athletics Complex）和于2013年1月新开放的坎贝尔运动中心（Campbell Sports Center）提供了包括棒球、垒球、足球、长曲棍球、曲棍球、网球、田径跑道和划艇等运动项目的场地和设施。 主校区道奇体育健身中心（the Dodge Physical Fitness Center）则可以承办和训练篮球、击剑、游泳、跳水、排球和摔跤等项目。
在体育领域，哥伦比亚大学拥有悠久的历史，并且在许多项目取得了不俗的成绩。1870年，哥伦比亚大学与罗格斯大学进行了体育史上第二次橄榄球比赛。1878年，在一场于英国举行的划艇比赛中，哥伦比亚大学第一次击败英国划艇球队，赢得了享誉盛名的亨利皇家划船赛（Henley Royal Regatta）。1900年，奥运会选手、哥伦比亚大学学生马克西·朗在400米赛跑比赛中，以47.8秒创造了第一个官方世界纪录。1983年，哥伦比亚大学足球队以18胜0负的战绩名列全国第一，但是在NCAA决赛中，球队经过双加时0-1负于印第安纳大学，而这也是常春藤盟校历史上最接近NCAA冠军头衔的一次比赛。之后在19世纪80年代，哥伦比亚橄榄球队却创造了一项尴尬的记录：1983至1988年间，球队44场连败，这项记录至今仍未被NCAA橄榄球球队所打破。1988年10月8日，球队16-13击败普林斯顿大学终止连败，这是雄狮队第一次在维恩体育场（Wien Stadium）取胜，而这已距维恩体育场开放四年之久。作为纽约市三支进入NCAA Division I分区中的两支橄榄球球队，哥伦比亚大学和福德姆大学每年冬季会举办自由女神杯比赛。自由女神杯这项传统始于2002年，1年前，福德姆大学和哥伦比亚大学之间的比赛因为911袭击而被推迟。
曾在哥伦比亚大学就读的学生包括棒球名人堂成员盧·賈里格和Eddie Collins，橄榄球名人堂成员Famer Sid Luckman和Marcellus Wiley，世界女子举重冠军Karyn Marshall。1939年5月7日，刚刚起步的NBC电视台在贝克体育中心连续报道了哥伦比亚雄狮队和普林斯顿老虎队的两场比赛，历史上第一次实现定期将体育赛事搬进电视荧幕。

### 世界领袖论坛

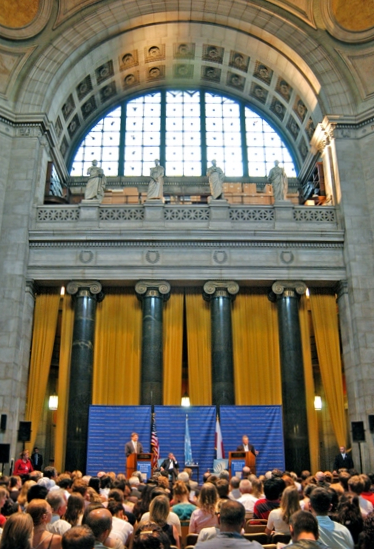
世界领袖论坛 ，位于洛氏纪念图书馆

2003年由校长李·卡罗尔·布林格发起并延续至今的世界领袖论坛活动，向本校学生提供一个聆听来自政治、宗教、工业、财经及学术等诸多领域的世界领袖们的机会。作为一个贯穿全年的活动，世界领袖论坛活动旨在努力提供一个超越文化，国界的自由演讲的平台；同时向学生们普及当今世界的进步及挑战。
所有哥伦比亚大学的本科生及研究生，以及巴纳德学院和其它哥伦比亚大学附属学院的学生均可用学生ID注册参与世界领袖论坛的活动。无法注册现场活动但对此有兴趣者也可通过学校网站的在线视频即时关注。
曾经在活动中演说的著名人士包括：美国前总统比尔·克林顿、印度总理阿塔尔·比哈里·瓦杰帕伊、加纳前总统约翰·阿吉耶库姆·库福尔、阿富汗总统哈米德·卡尔扎伊、俄罗斯总理弗拉基米尔·普京、莫桑比克总统若阿金·阿尔伯托·希萨诺、玻利维亚总统卡洛斯·迭戈·梅萨·希斯韦特、罗马尼亚总统扬·伊利埃斯库、拉脱维亚前总统瓦伊拉·维凯-弗赖贝加、芬兰首任女性总统塔里娅·哈洛宁、印度尼西亚总统苏西洛·班邦·尤多约诺、巴基斯坦总统佩尔韦兹·穆沙拉夫、伊拉克总统贾拉勒·塔拉巴尼、十四世达赖喇嘛、 伊朗总统马哈茂德·艾哈迈迪内贾德、金融界巨头乔治·索罗斯、纽约市长迈克尔·鲁本斯·布隆伯格、捷克总统瓦茨拉夫·克劳斯、阿根廷总统克里斯蒂娜·费尔南德斯·德基什内尔、前联合国秘书长科菲·安南以及美国前副总统阿尔·戈尔等人。

### 其它
哥伦比亚大学管弦乐团由作曲家爱德华·麦克道威尔（Edward MacDowell）于1896年组建，是美国持续演奏至今的最古老的管弦乐团。乐团的主要任务是向有才华的学生作曲家展现高等级的管弦乐演奏。

## 学生运动

### 1968年学生运动

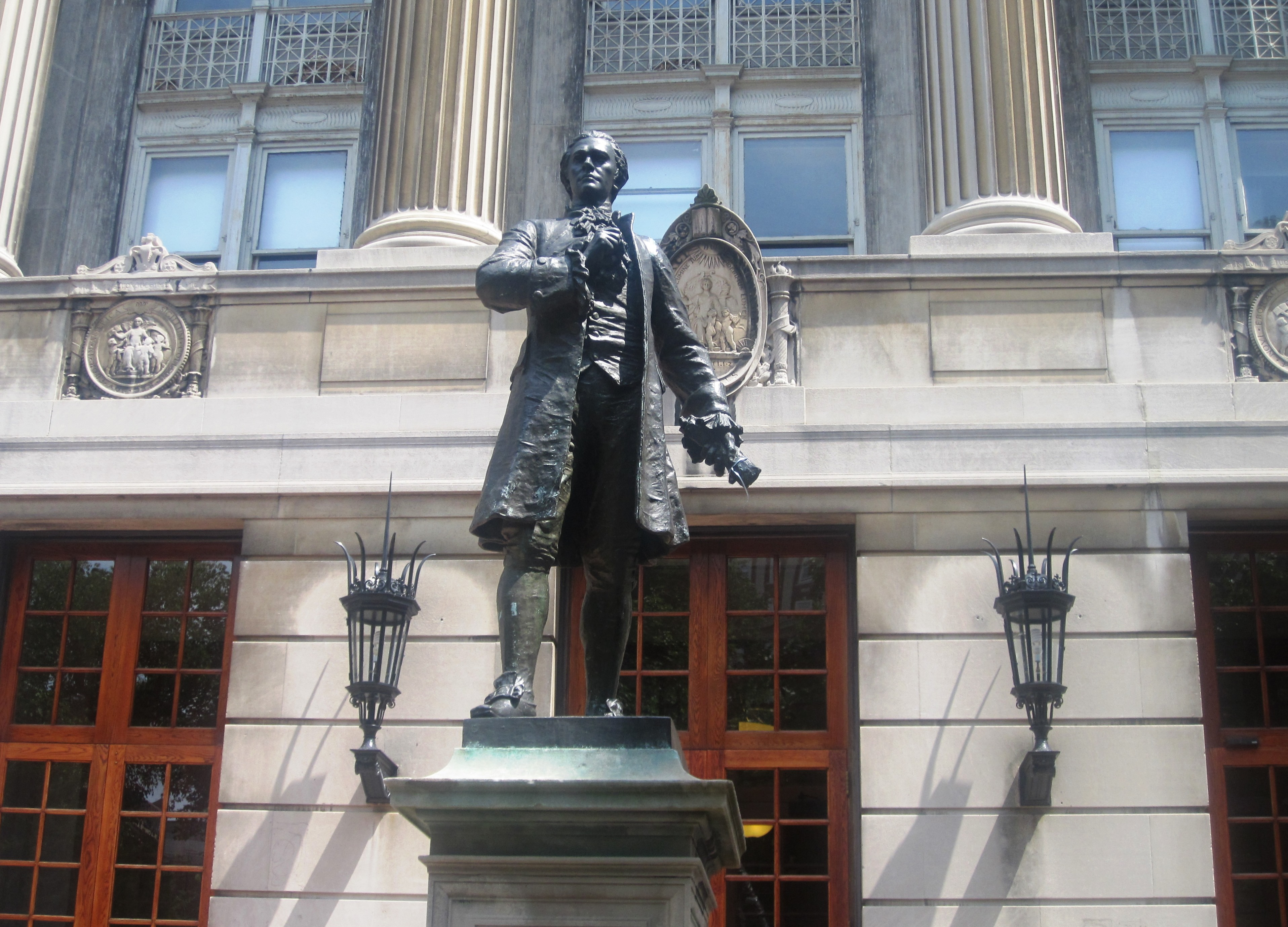
汉密尔顿楼（Hamilton Hall）在1968年的学运中被占领

1968年，哥伦比亚大学的学生们发起了大规模的学生运动。导致学运的诱因有两个，其一是哥伦比亚大学在邻近学校的晨边公园建设体育馆的计划，这被抗议者看作是针对居住于哈莱姆区（Harlem）黑人居民的侵犯；其二是学校的管理层没有放弃大学在国防分析研究所（美國國防部下属武器研究智库机构）的会员身份。在运动中，学生们占领并用路障封锁了洛氏图书馆（Low Library），汉密尔顿楼（Hamilton Hall）以及学校其他数座建筑。最后纽约市警察进入校园，对学生实施了强制清场及逮捕。
这一学生运动达到了抗议者们事先设定的两个目标：哥伦比亚大学退出了IDA，并且废弃了建设综合性体育馆的计划（这一计划最终被普林斯顿大学采用以扩建其运动设施；而哥伦比亚大学后来则在主校区北端的地下建起了她的健身中心）。至少三十名哥伦比亚大学的学生因为此次抗议事件受到了学校的停学处分。许多1968届的学生退出了毕业仪式，并在晨边公园——学运开始的地方——举行的野餐会中，以及洛氏广场（Low Plaza）上表达了自己的抗议。学运使哥伦比亚大学的经济蒙受了损失，很多计划就读哥伦比亚大学因为此次学运选择了其他学校；一些校友也取消了向学校捐款的计划。在芝加哥大学哲学教授艾伦·布鲁姆看来，发生在哥伦比亚大学的这一学运要对美国高等教育被推向自由主义左派的现象负责。“此次学运之后”，布鲁姆说，“美国的大学已不再像往常一样是知识与学术方面讨论的场所了，反而更像是强调‘政治正确’及自由主义的地方。”

### 反对种族主义及南非种族隔离制度
发生在20世纪70年代末80年代初的学生运动——包括绝食抗议以及封锁汉密尔顿楼（Hamilton Hall）和商学院的行动——旨在提醒学校撤走所有在明确或暗中支持南非种族隔离政权的公司的投资。在这一系列运动中，发生在1978年的事件是其中著名的一次。在1968年学生运动十周年纪念后，哥伦比亚大学的学生们聚集游行以抗议学校对南非的投资。反对向南非投资委员会（The Committee Against Investment in South Africa, CAISA）以及包括社会主义者行动委员会（Socialist Action Committee），黑人学生组织（Black Student Organization），同性恋学生小组在内的许多学生组织共同加入了这次行动，并成功实现了美国大学第一次从南非的单边撤资。

### 伊朗總統艾哈迈迪内贾德演讲相關争议

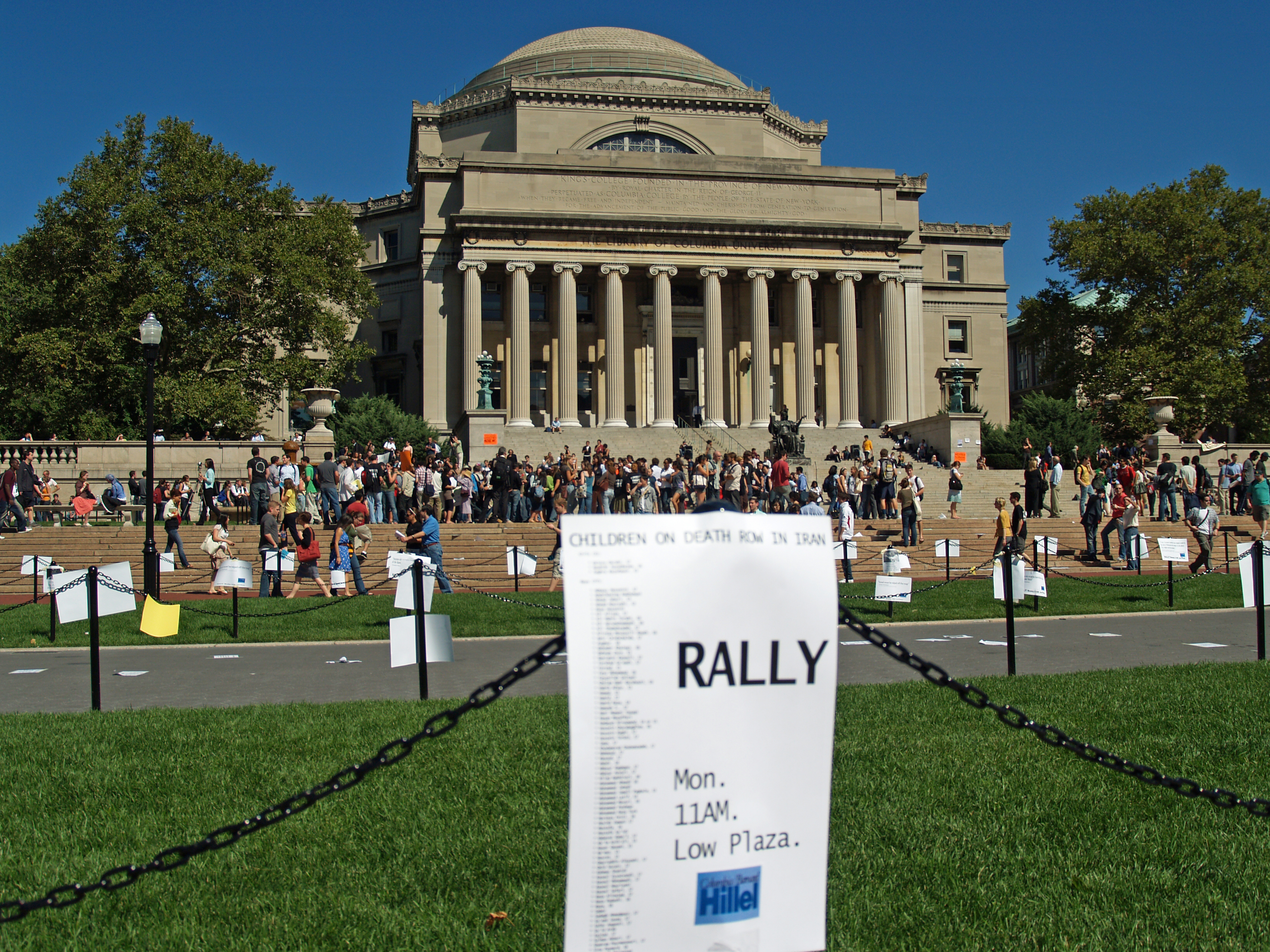
学生抗议对艾哈迈迪内贾德在哥伦比亚大学演讲的邀请

作为传统，哥伦比亚大学国际与公共事务学院会向许多每年秋季前往纽约参加联合国大会的国家元首与政府首脑发出演讲邀请。在2007年，时任伊朗伊斯兰共和国总统的马哈茂德·艾哈迈迪内贾德成为了接受邀请的领导人之一，并同时作为当年受邀参加哥伦比亚大学世界领袖论坛来宾之一，于2007年9月24日发表了演讲。演讲通过电视向全球播送。这一邀请在当时引发了巨大的争议，数百名抗议者于9月24日当天涌入学校。紐約郡地方檢察官办公室谴责哥伦比亚大学接受来自阿拉维基金会（Alavi Foundation）的资金以支持同情伊朗伊斯兰共和国的教职员。为了尽量平息抗议，校长李·卡罗尔·布林格在正式演讲前的致辞中以个人名义对内贾德进行了谴责，可是这并没能安抚那些对邀请伊朗领导人进行演讲心存不满之人的情绪。虽然演讲本身招致了很大的抗议声浪，依然有大量哥伦比亚的学生聚集在学校的南草坪（South Lawn）收听演讲。约有2,500名本科生与研究生见证了这一历史性的时刻。
演讲中，艾哈迈迪内贾德批评了以色列对待巴勒斯坦人的政策以及联合国对伊朗的制裁；呼吁对犹太人大屠杀的历史真实性进行研究；对911事件的真凶提出了疑问；为伊朗的核计划辩护；并且攻击了美国的中东地区外交政策。在被问到伊朗对待妇女的态度时，艾哈迈迪内贾德坚称妇女在伊朗受到尊重；在回答关于伊朗如何看待同性恋者的问题时，内贾德说：“......伊朗并不像你们的国家一样有同性恋者......在伊朗我们没有这样的风气，我不知道是谁告诉的你这些。”这一回答也引来了观众的笑声。

### 预备军官训练相關争议
从越南战争仍在进行的1969年起，哥伦比亚大学不再允许美军于校内开办预备军官训练营，但并不禁止学生参加开办于其他大学的这一项目。2008年美国总统选举期间，在哥伦比亚大学举行的一场交流会中，约翰·麦凯恩与巴拉克·奥巴马均提出了希望学校考虑重启預官项目的建议。然而会后, 校长李·卡罗尔·布林格表示因为军队中存在的反同性恋政策，他并不支持在哥伦比亚大学重启預官项目。针对是否支持預官项目重返校园的问题，学校的本科生群体于2008年11月举行了公决活动，但在参与公决的学生中，支持与反对的人数几乎相同，預官項目的支持方在这场没有约束力且没有研究生，教职员及校友参加的公决中仅仅以几个百分点的差距落败。2010年4月，在美軍參謀長聯席會議主席迈克尔·马伦海軍上將（Mike Mullon）的演讲中，校长李·卡罗尔·布林格表示如果马伦取消美軍中关于同性恋群体的“不问，不说”（Don’t ask, don’t tell）政策的计划得以成功，預官项目将可以重新回到学校。2011年2月，在三场讨论預官禁令的公民大会（Town-hall meeting）的其中一场中，因伊拉克服役期间负伤而获得紫心勋章（purple heart）的前美国陆军上士安东尼·马斯切克（Anthony Maschek）因为在演说中宣传允许預官项目重回校园的想法收到了场下部分学生的反对以及嘘声。2011年4月，校理事会（Columbia University Senate）投票通过了重新接纳預官项目的决定。美国海军部部长雷·马布斯与哥伦比亚大学校长李·卡罗尔·布林格签署了于2011年5月26日正式恢复中断超过40年的海军预备军官训练营项目（Naval Reserve Officers Training Corps, NROTC）的协议。协议在停泊在纽约参加“海军舰队周”（Navy's annual Fleet Week）的硫磺岛号（USS Iwo Jima）两栖攻击舰上签署。

## 反猶太風氣爭議
哥倫比亞大學素有為人詬病之反猶太風氣。其於二十世紀初，曾大舉限制猶太學童之取錄，直到二戰猶太人大屠殺結束方有改善。然而，此問題於二十一世紀初因以巴衝突激化而死灰復燃。
於2018至2019學年，其校内均有針對猶太人之襲擊，令部分人於2019年12月向美國教育部投訴。自2023年十月七大屠殺發生，其校内之反猶太主義更一發不可收拾。無數報道揭發其校内之親巴勒斯坦師生鼓吹屠殺，大肆宣揚「猶太人操控政府」、「猶太人是貪婪白人資本家」等陰謀論，更令他們連番遇襲，每日回校提心吊膽，惟校方未嚴肅應對。
美國國會參議院遂於2023年12月辦聽證會，傳召諸位常春藤大學校長問責，而美國眾議院於12月13日以303-126票通過決議，譴責包括哥倫比亞大學在內之校園反猶太暴力，再於2024年5月1日以320-91票通過決議，採納國際大屠殺紀念聯盟（IHRA）對反猶太主義之定義，要求哥倫比亞大學跟從。
2024年5月，哥倫比亞大學三名高層處理猶太師生投訴期間，因嘲諷他們「為籌款而投訴」，招惹使用「反猶太比喻」（antisemitic tropes）之嫌疑，於7月遭停職，事件備受美國政府、國會兩黨議員及不少媒體非議。相關人等於8月離職。儘管記錄在案之大學校園反猶太事件（antisemitic incidents）高達數以千計，部分學者則認為反錫安主義並非反猶太，而是言論自由。
哥倫比亞大學之專責小組，會見逾五百名學生，並先後於2024年3月及8月公開調查報告，指校內反猶太風氣盛行，猶太學生長年受欺凌，而校方疏於保護，未有按《民權法案》遏止相關暴力。暴力事件包括頭戴「基帕」（kippah）之猶太學生持續遇襲、他們安於宿舍之「門框經文盒」（mezuzah）不斷受破壞等，更指不少人藉「反錫安主義」散播反猶太思想，以「錫安主義者」（Zionist）為「猶太人」（Jew）之「代號」理證對猶太學生之欺凌，情況亟待改善。報告一出，爭議不絕。

## 著名人物

### 教师
1996年至2008年期间，18位哥伦比亚大学的成员获得了诺贝尔奖。教师中获奖的成员包括理查德·阿克塞尔，马丁·查尔菲，埃里克·坎德尔，李政道，罗伯特·蒙代尔，奥尔罕·帕慕克，埃德蒙·费尔普斯，约瑟夫·斯蒂格利茨，以及霍斯特·路德维希·施特默。而在其他学术奖项上，哥伦比亚大学的教师同样取得了很大收获，他们中包括30位麦克阿瑟奖获得者，4位美国国家科学奖章获得者；43位美国国家科学院颁发奖项的获得者；20位美国国家工程院颁发奖项的获得者；38位美国国家科学院医学研究院（Institute of Medicine of the National Academies）颁发奖项的获得者；以及143位美国人文与科学院颁发奖项的获得者。

### 校友

部分哥伦比亚大学著名校友：
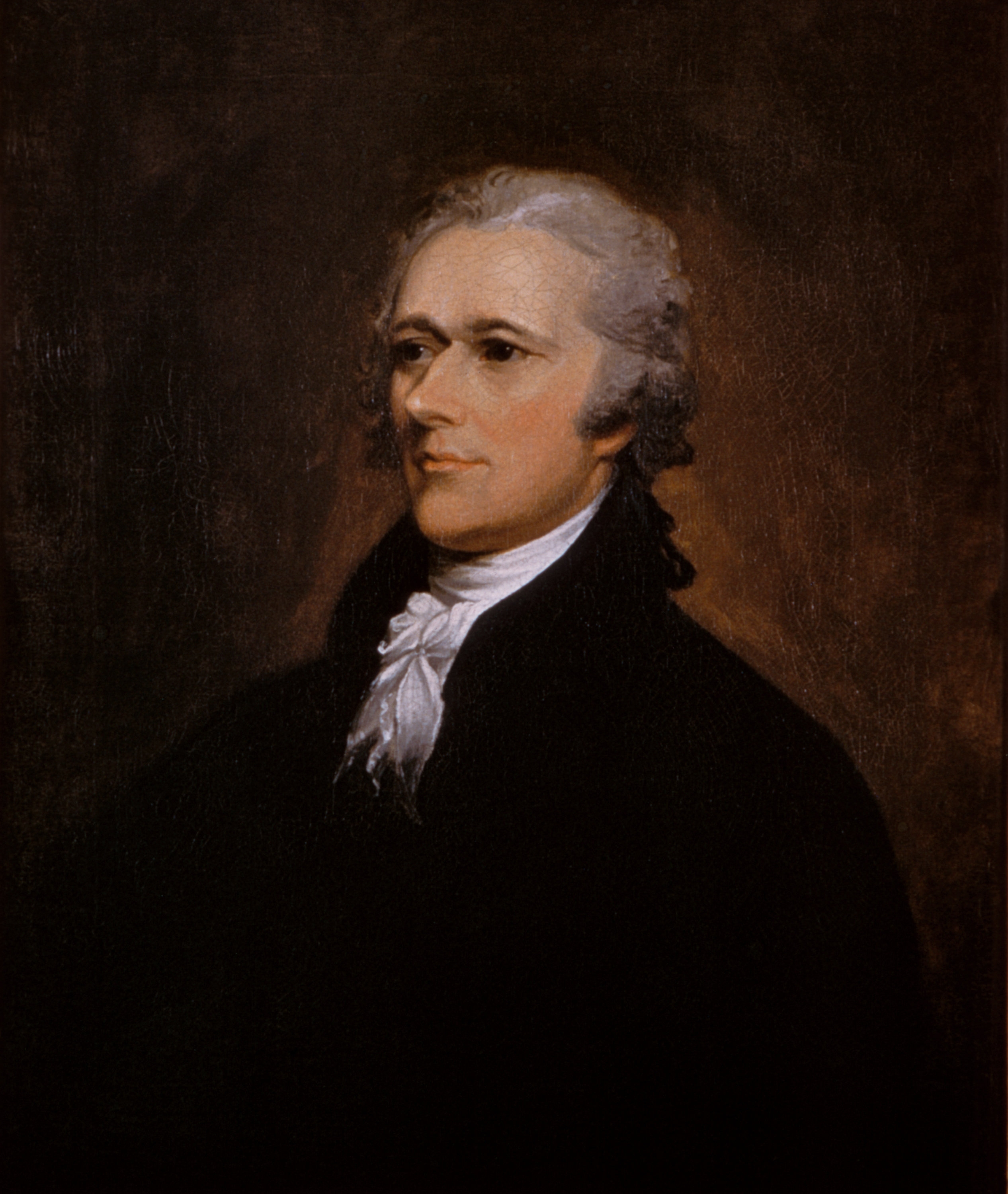
亚历山大·汉密尔顿
巴拉克·奥巴马
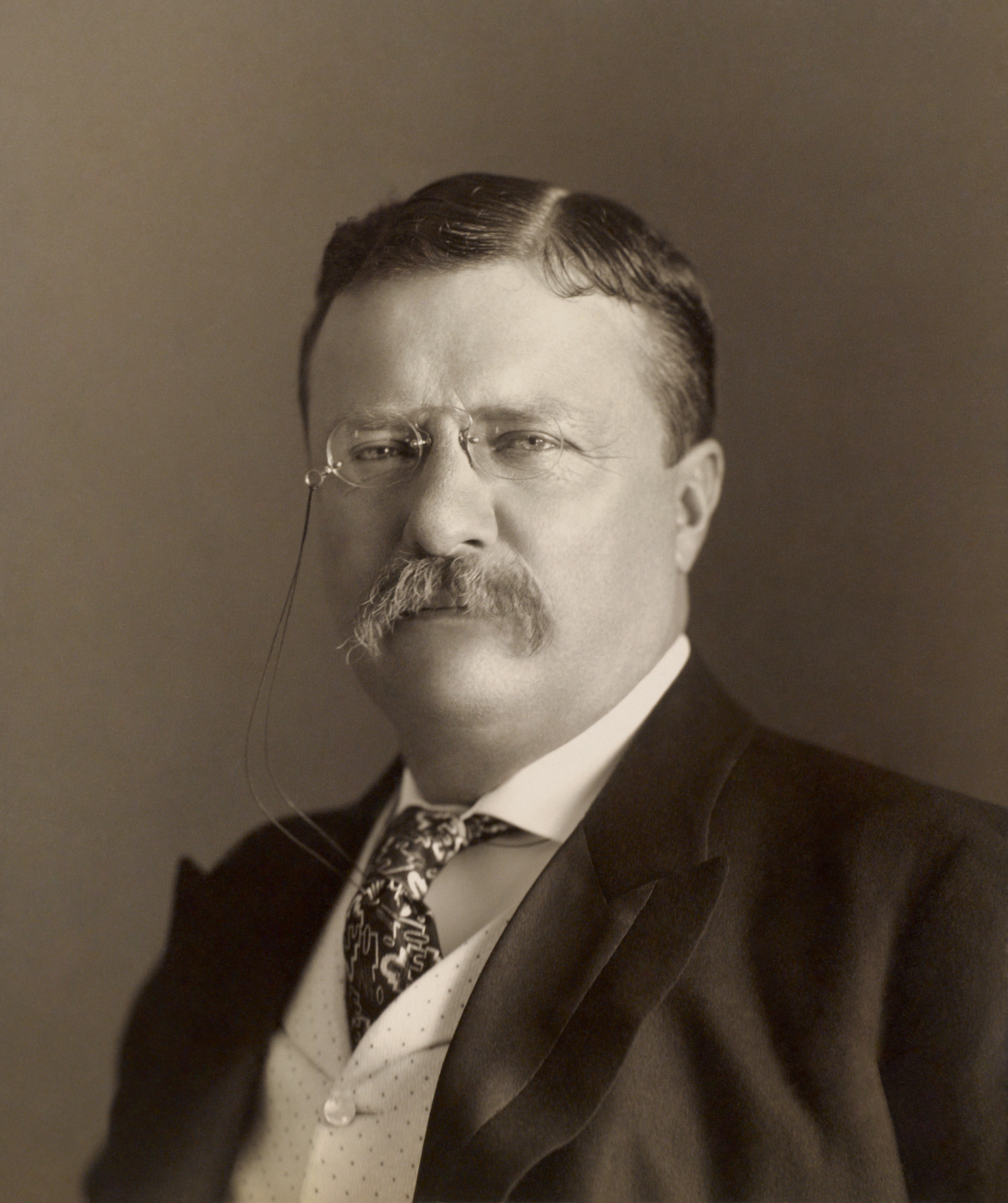
西奥多·罗斯福
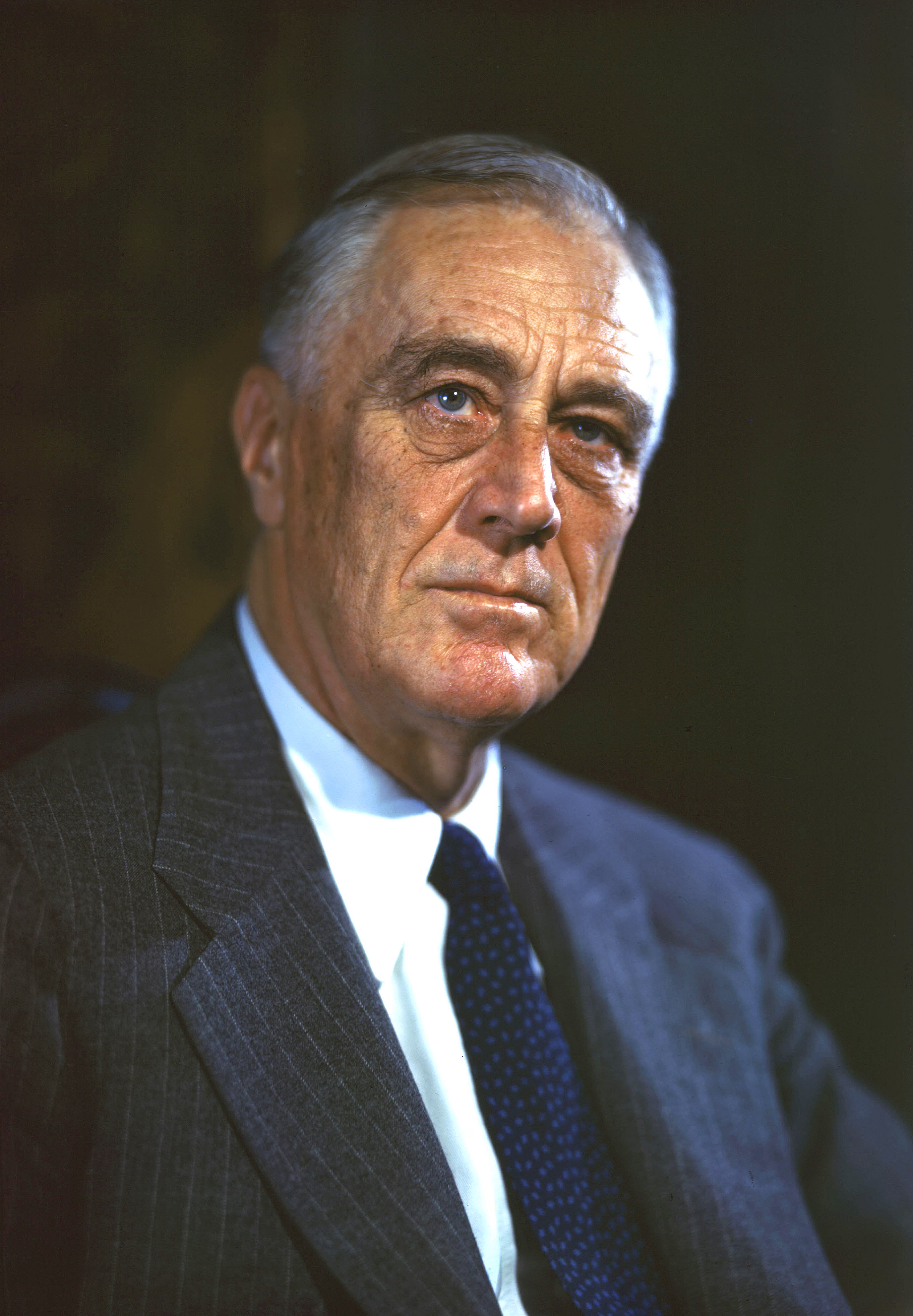
富兰克林·德拉诺·罗斯福
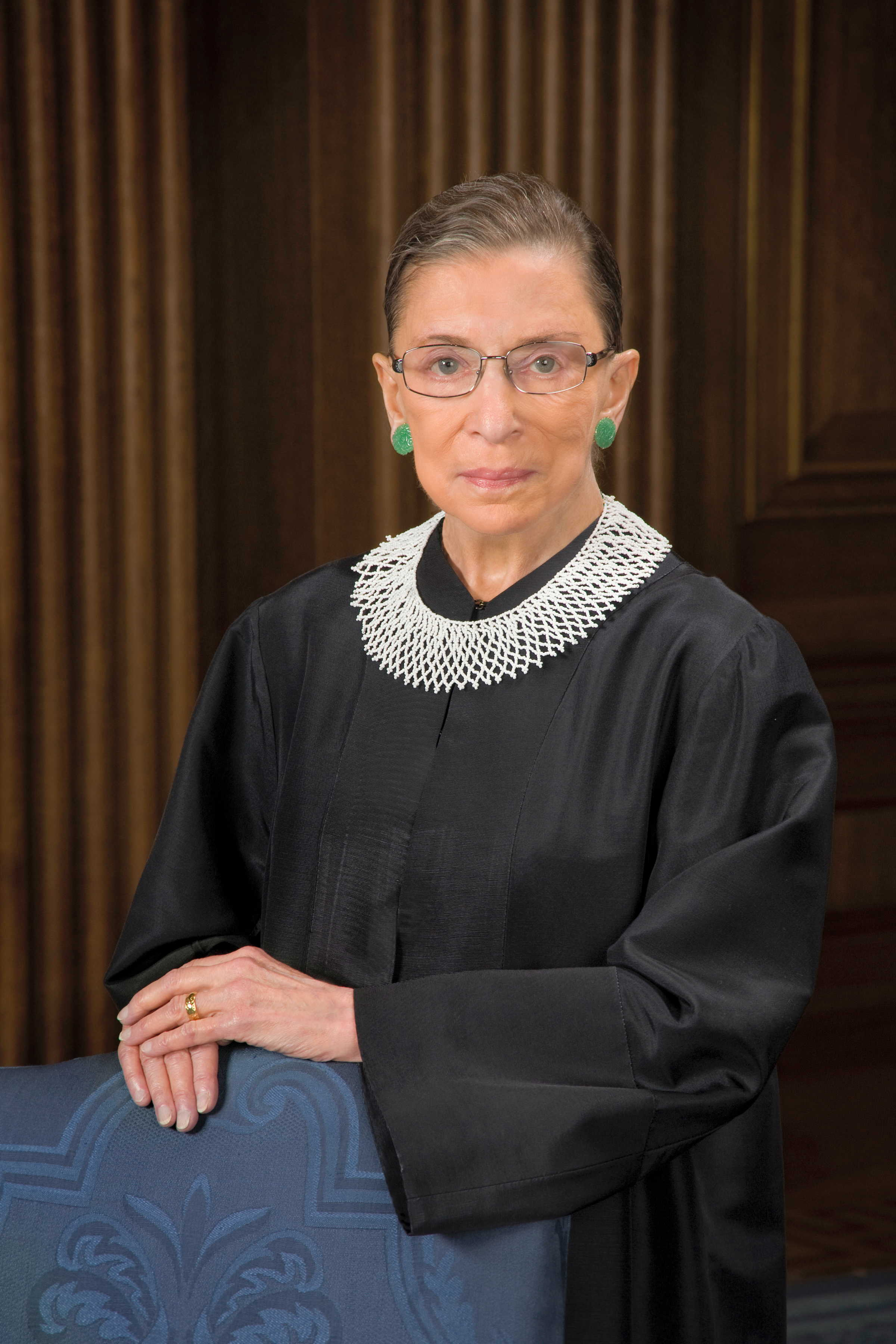
鲁斯·巴德·金斯伯格
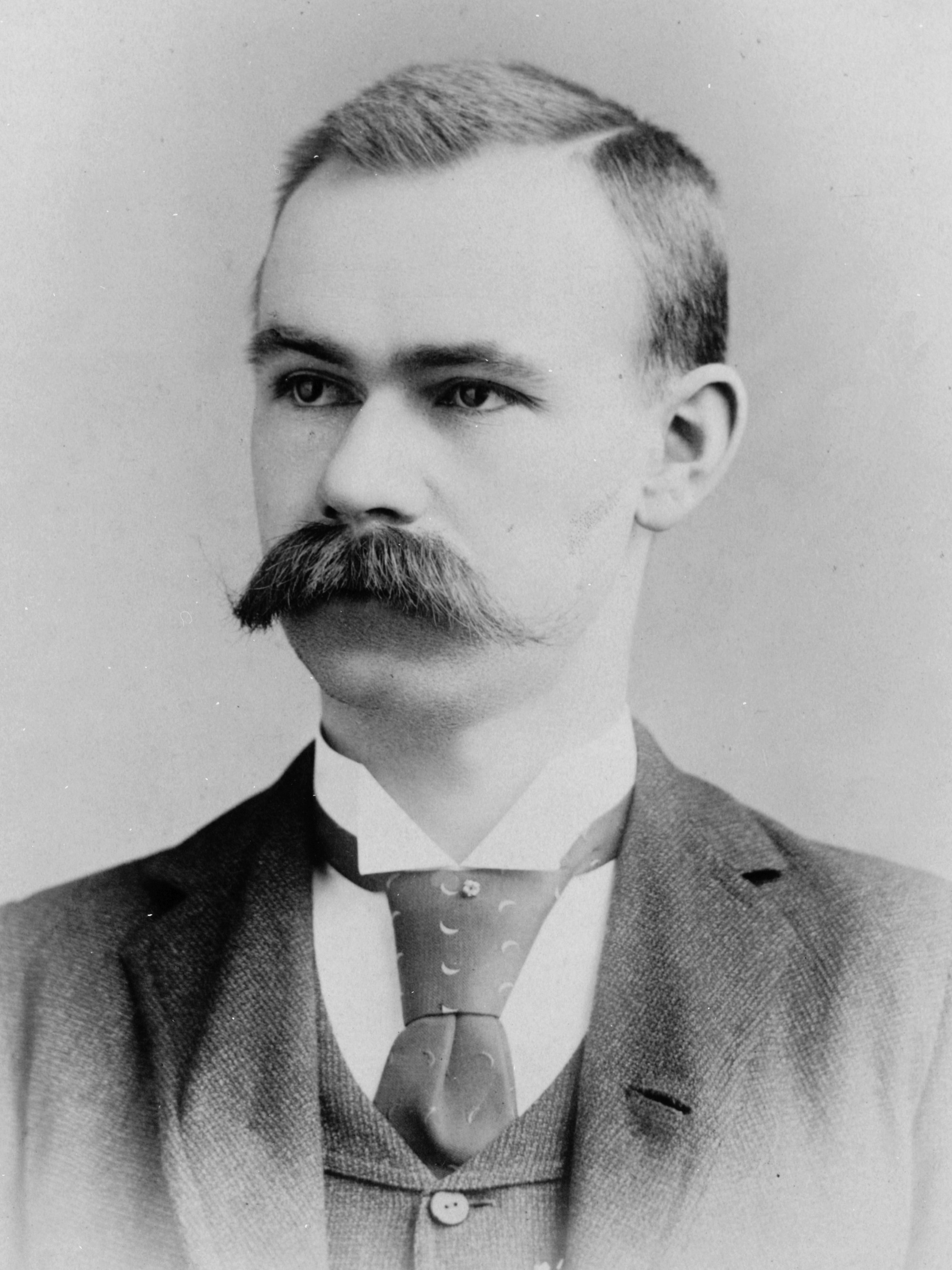
赫尔曼·何乐礼
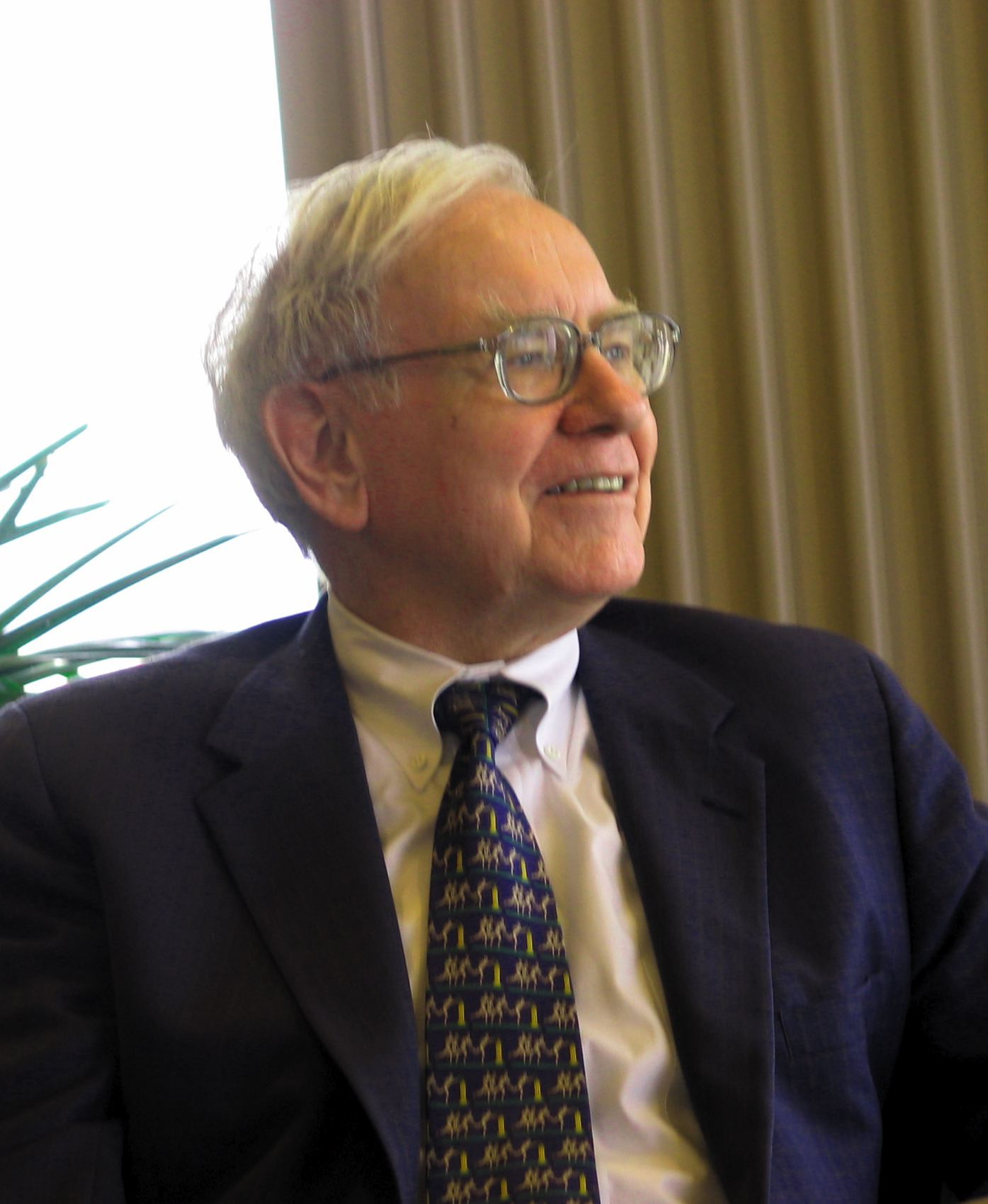
沃伦·巴菲特
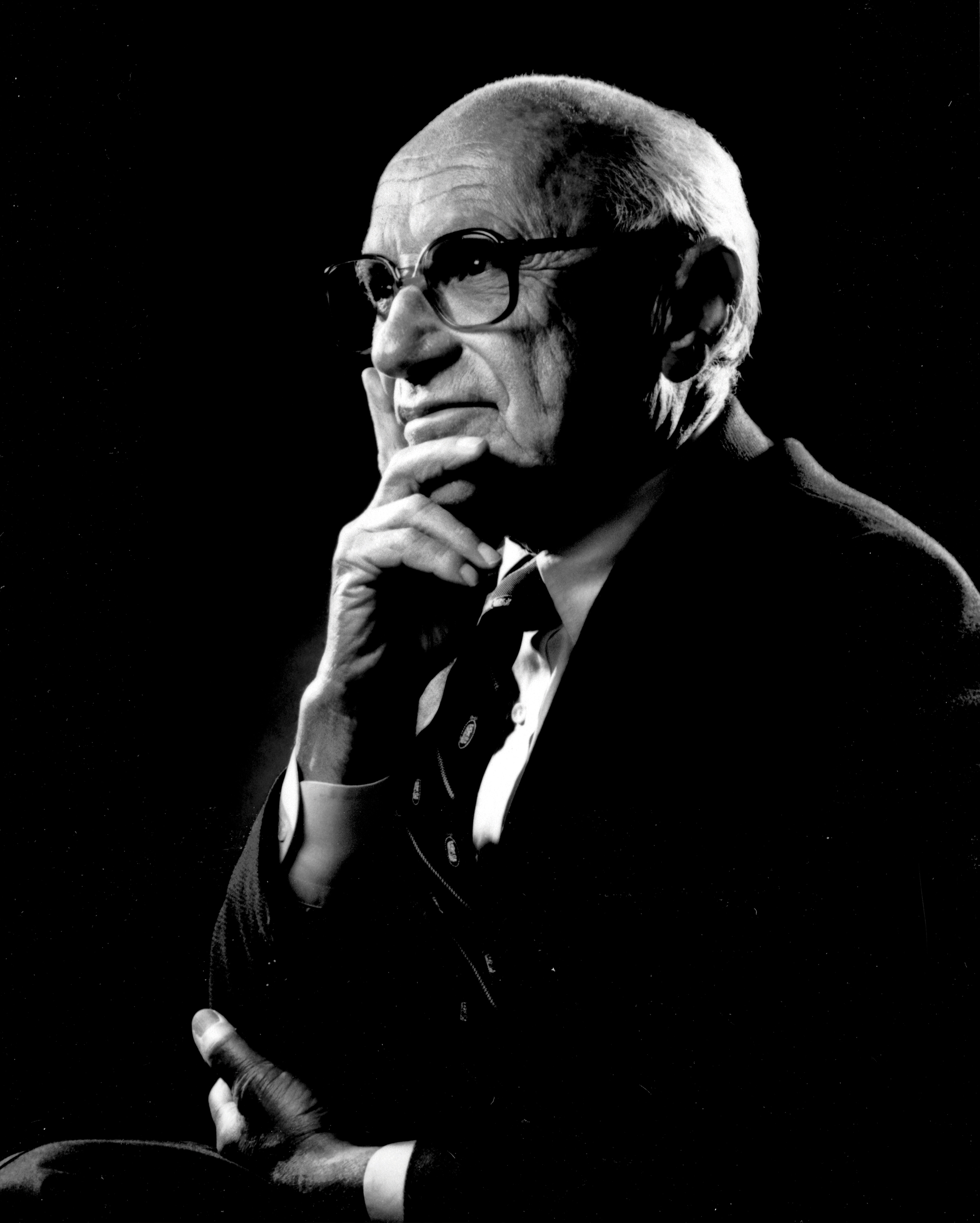
米尔顿·弗里德曼
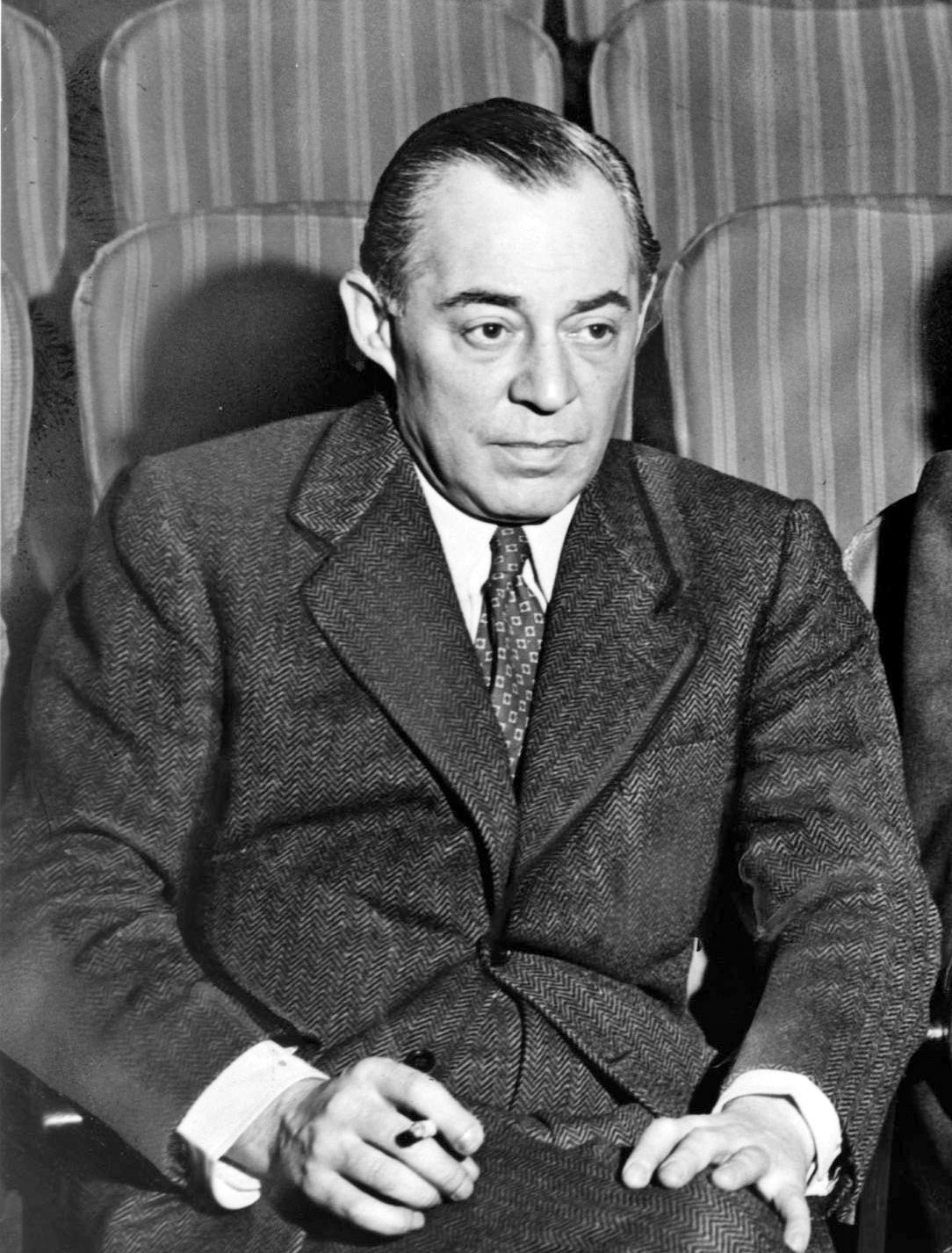
理察·罗杰斯
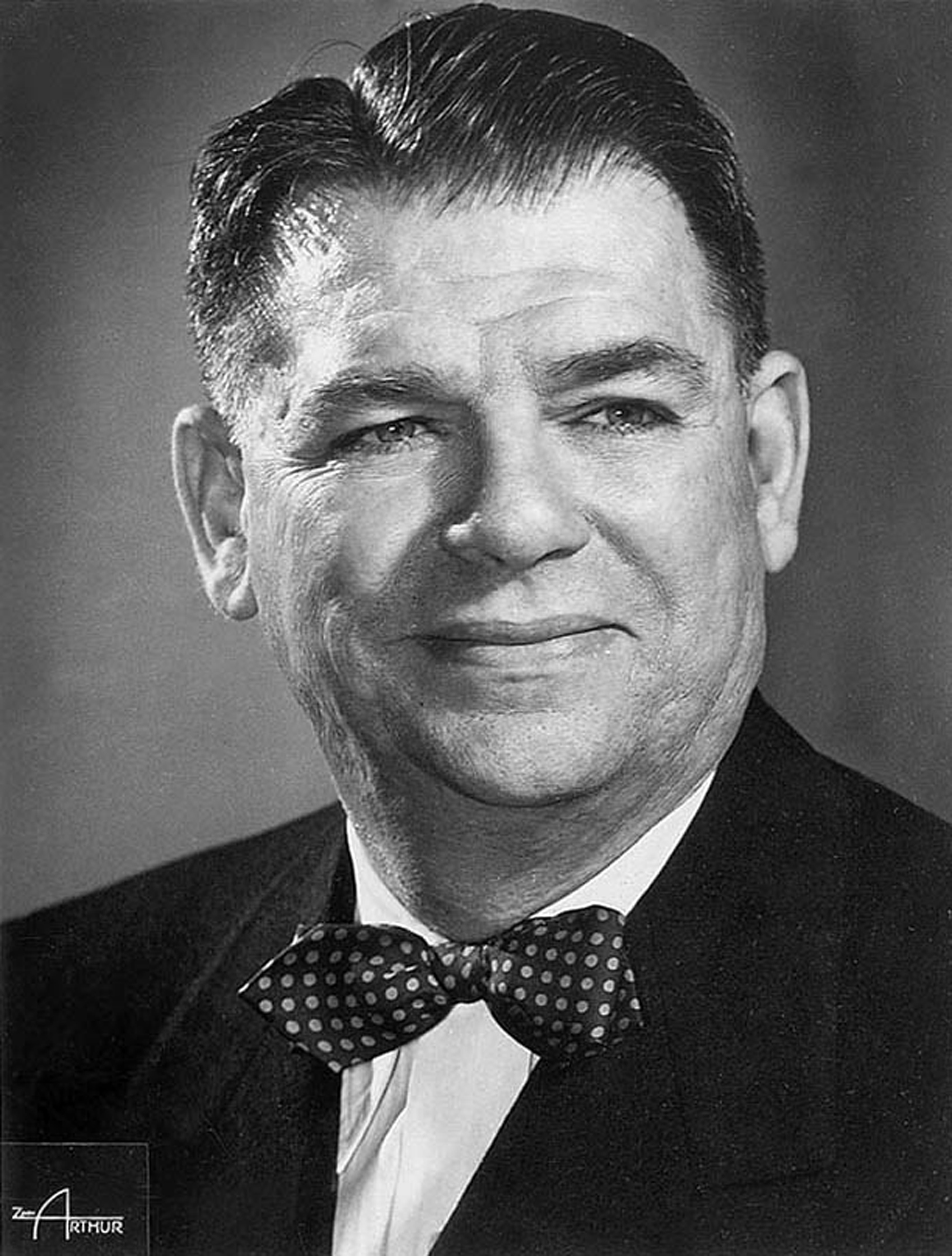
奥斯卡·汉默斯坦二世

截至2011年，哥伦比亚大学校友中包括三位美国总统在内的二十九位政府首脑，九位美国最高法院大法官（其中有三位最高法院首席大法官），四十三位诺贝尔奖得主。哥伦比亚大学校友还获得了超过三十五个美国国家图书奖以及一百二十三个普利策奖。根据2010年的数据，十六位世界五百强企业的首席执行官，二十五位最富有美国人中的三位以及二十位在世的亿万富豪拥有哥伦比亚大学的学位。五位美国开国元勋是哥伦比亚大学前身国王学院的校友。
前美国总统西奥多·罗斯福与富兰克林·德拉诺·罗斯福曾就读于法学院。而近来校友中出现的重要政治人物包括第四十四任美国总统巴拉克·奥巴马，美国最高法院大法官鲁斯·巴德·金斯伯格，前美国国务卿马德琳·奥尔布赖特，前美国联邦储备银行主席阿兰·格林斯潘，首席检察官埃里克·霍尔德，和美国司法部副部长小唐纳德·比顿·维瑞利（Donald Verrilli Jr.）。1948至1953年，德怀特·大卫·艾森豪威尔出任哥伦比亚大学第十三任校长。除三位美国总统外， 哥伦比亚大学还培育出二十六位各国政府首脑， 近年来有格鲁吉亚前总统米哈伊尔·萨卡什維利、东帝汶前总统若泽·拉莫斯·奥尔塔、爱沙尼亚前总统托马斯·亨德里克·伊尔韦斯等人。在历史上则有顾维钧、拉多万·卡拉季奇、 加斯顿·伊斯更斯（Gaston Eyskens）、 宋子文等。印度宪法起草者，贱民领袖比姆拉奥·拉姆吉·阿姆倍伽尔博士同样毕业于哥伦比亚大学。
哥伦比亚大学的校友在华尔街和其他商界领域的领导层中均占有一席之地。著名的比如阿斯特家族（Astor family）。 还有一些近期的著名商业人士比如投资家沃伦·巴菲特、美国公共电视网（PBS）和美国全国广播公司（NBC）的前任CEO拉里·格罗斯曼（Larry Grossman）、沃尔玛主席塞缪尔·罗布森·沃尔顿（Samuel Robson Walton）。世界500强公司中的CEO校友包括摩根士丹利总裁兼首席执行官詹姆斯·戈尔曼（James P. Gorman）、前任洛克希德·马丁总裁罗伯特·J·史蒂文斯（Robert J. Stevens）、前维亚康姆总裁菲利佩·多曼（Philippe Dauman）、 施乐的尤苏拉·伯恩斯、（Ursula Burns）和花旗银行的维克兰姆·潘迪特（Vikram Pandit）。
在科学与技术领域，哥伦比亚大学校友包括：IBM的创立者赫尔曼·何乐礼、调频广播的发明者埃德温·霍华德·阿姆斯特朗、核潜艇之父海曼·里科弗、谷歌中国的开创者李开复、科学家史蒂芬·古尔德、罗伯特·密立根、氦氖激光发明者 阿里·贾凡（Ali Javan）和米海洛·普平、纽约地铁总工程师威廉·巴克莱·帕森斯（William Barclay Parsons），哲学家厄文·艾德曼（Irwin Edman）和 罗伯特·诺齐克，经济学家米尔顿·弗里德曼，心理学家哈丽特·巴布科克（Harriet Babcock）等。
艺术领域的哥伦比亚大学毕业生有作曲家理察·罗杰斯、奥斯卡·汉默斯坦二世、劳伦兹·哈特,亚特·加芬克尔等。哥伦比亚大学校友在美国文学和诗歌领域打下了永不磨灭的印记：杰出校友包括朗斯顿·休斯、"垮掉的一代"代表人物杰克·凯鲁亚克和艾伦·金斯堡等。此外，四位美国桂冠诗人也毕业于此。其他著名的哥伦比亚大学校友作家有艾萨克·阿西莫夫杰罗姆·大卫·塞林格、厄普顿·辛克莱尔、和亨特·斯托克顿·汤普森。
哥伦比亚大学毕业生在电影行业的贡献也相当卓越，28名校友和曾经就读的学生获得了总计39次奥斯卡金像奖（截至 2011年统计）。一些成为导演的著名校友有代表作为十二怒汉的希德尼·鲁迈特和代表作为拆弹部队的凯瑟琳·毕格罗等。其它电影行业著名校友还有卡萨布兰卡的编剧 霍华德·寇克（Howard Koch）、彗星美人的编剧约瑟夫·曼凯维奇、演员詹姆斯·卡格尼、艾德·哈里斯等。
1871年清政府派出首批留美幼童，拉开了中国公派留学的序幕。在总共四批留美幼童中，吴仰曾（第一批留美幼童），唐绍仪（第三批留美幼童）等人进入哥伦比亚大学学习，是为哥伦比亚大学接受华人学生的开始。自此之后至今的一百余年间，一批又一批的华人学生在哥伦比亚大学求学。诸多华人校友活跃在华人社会乃至世界舞台的各行各业，作出了自己不可磨灭的贡献。以下列出部分著名华人校友肖像，更详细列表请参见维基百科条目:哥伦比亚大学校友或同名分类。

部分哥伦比亚大学著名华人校友：
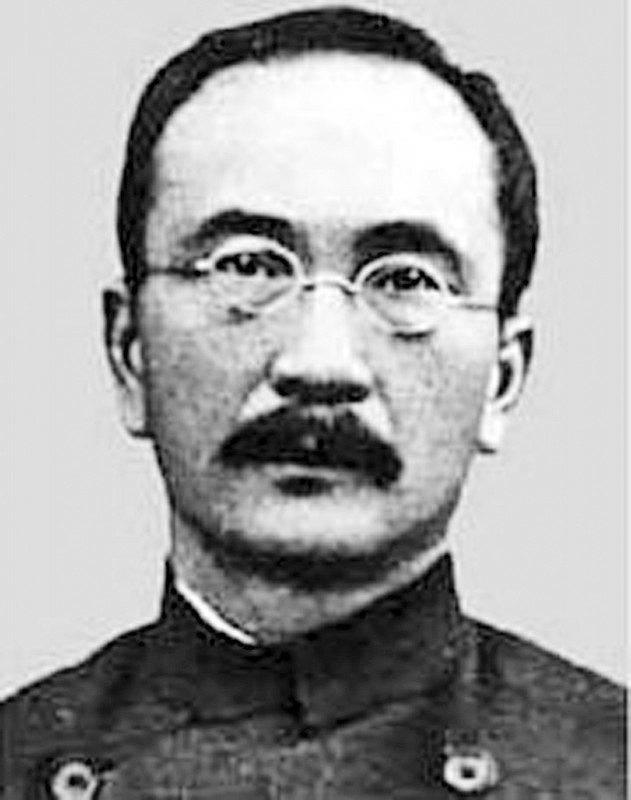
唐绍仪
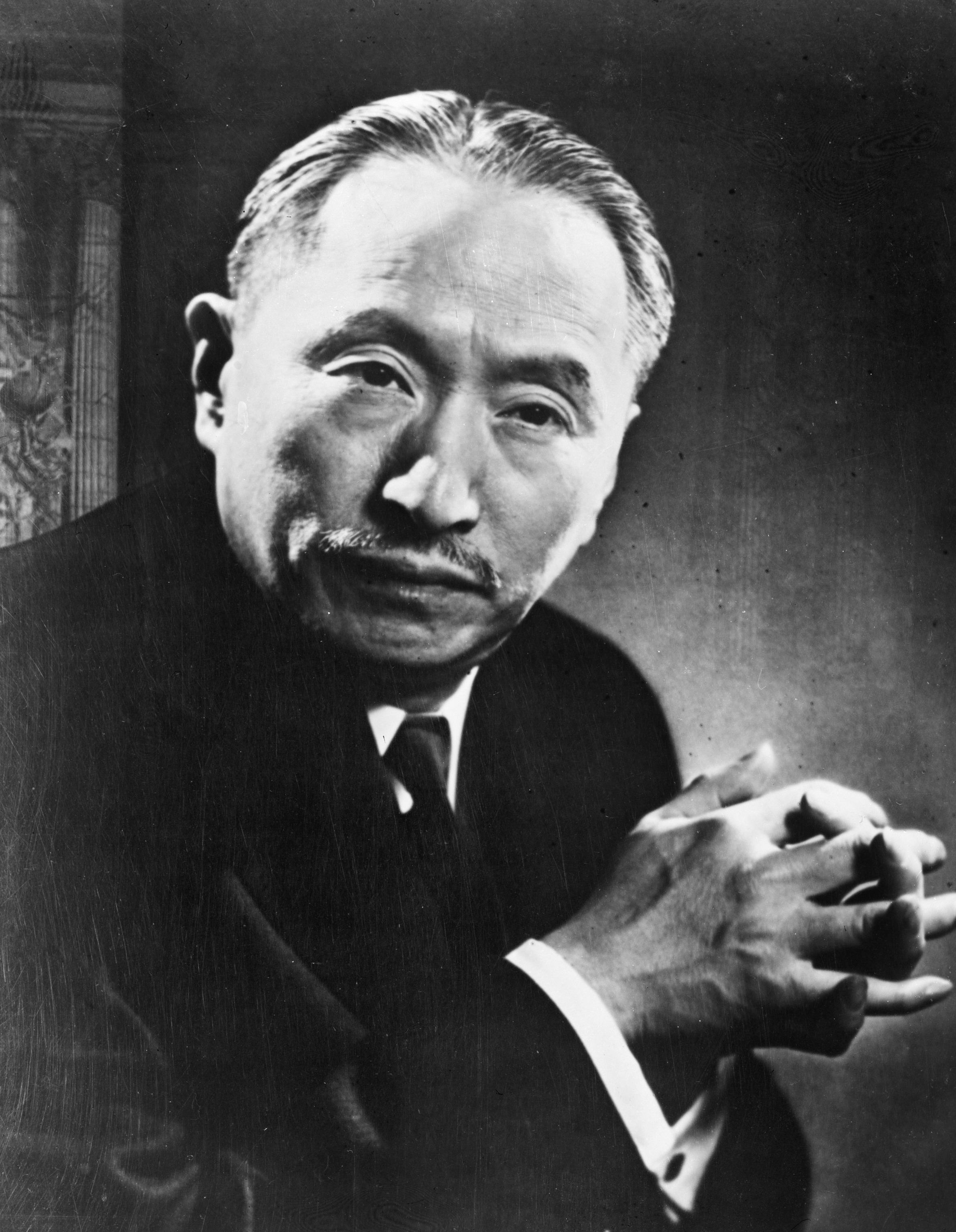
顾维钧
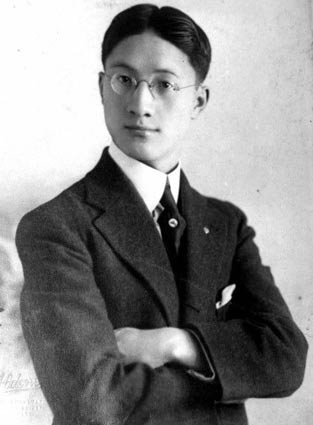
徐志摩
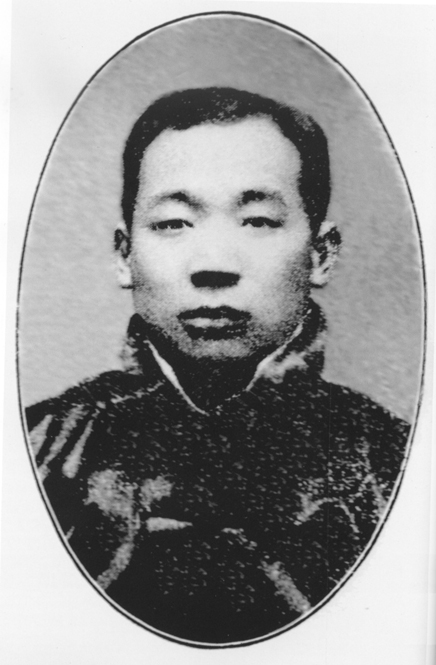
马寅初
胡适
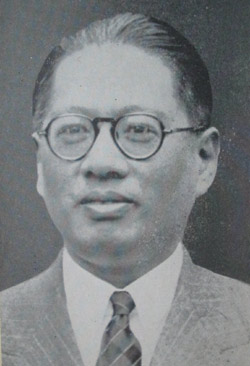
宋子文
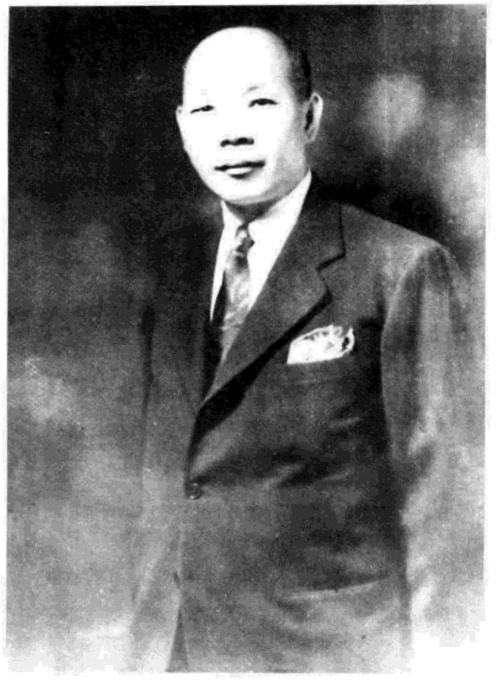
侯德榜
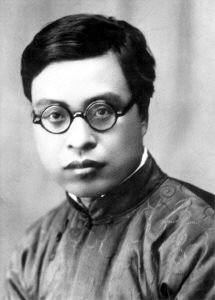
冯友兰
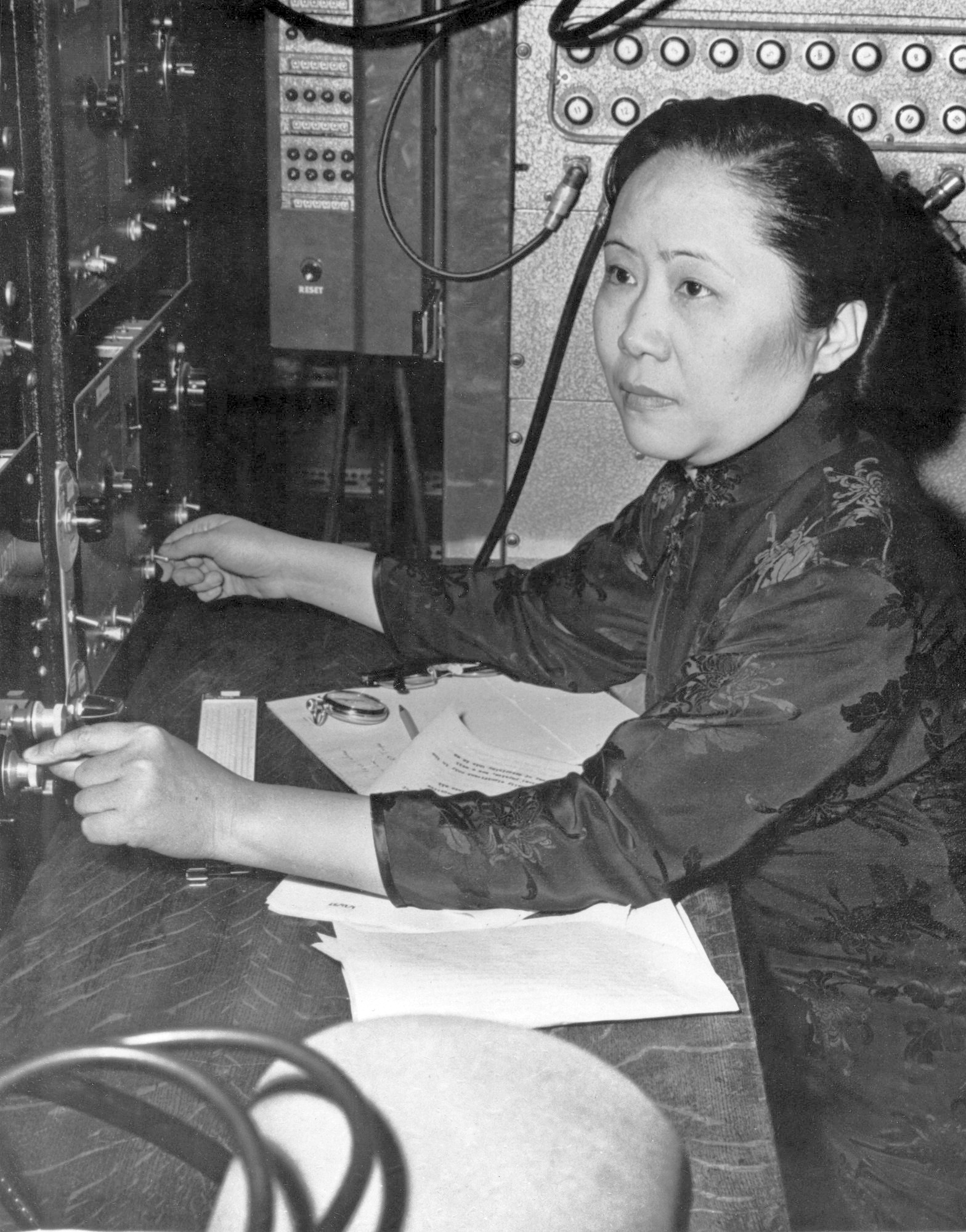
吳健雄
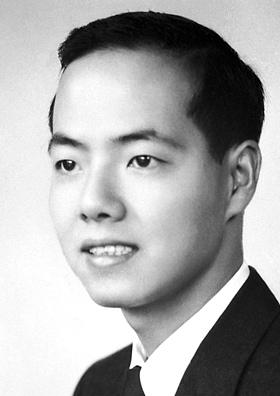
李政道
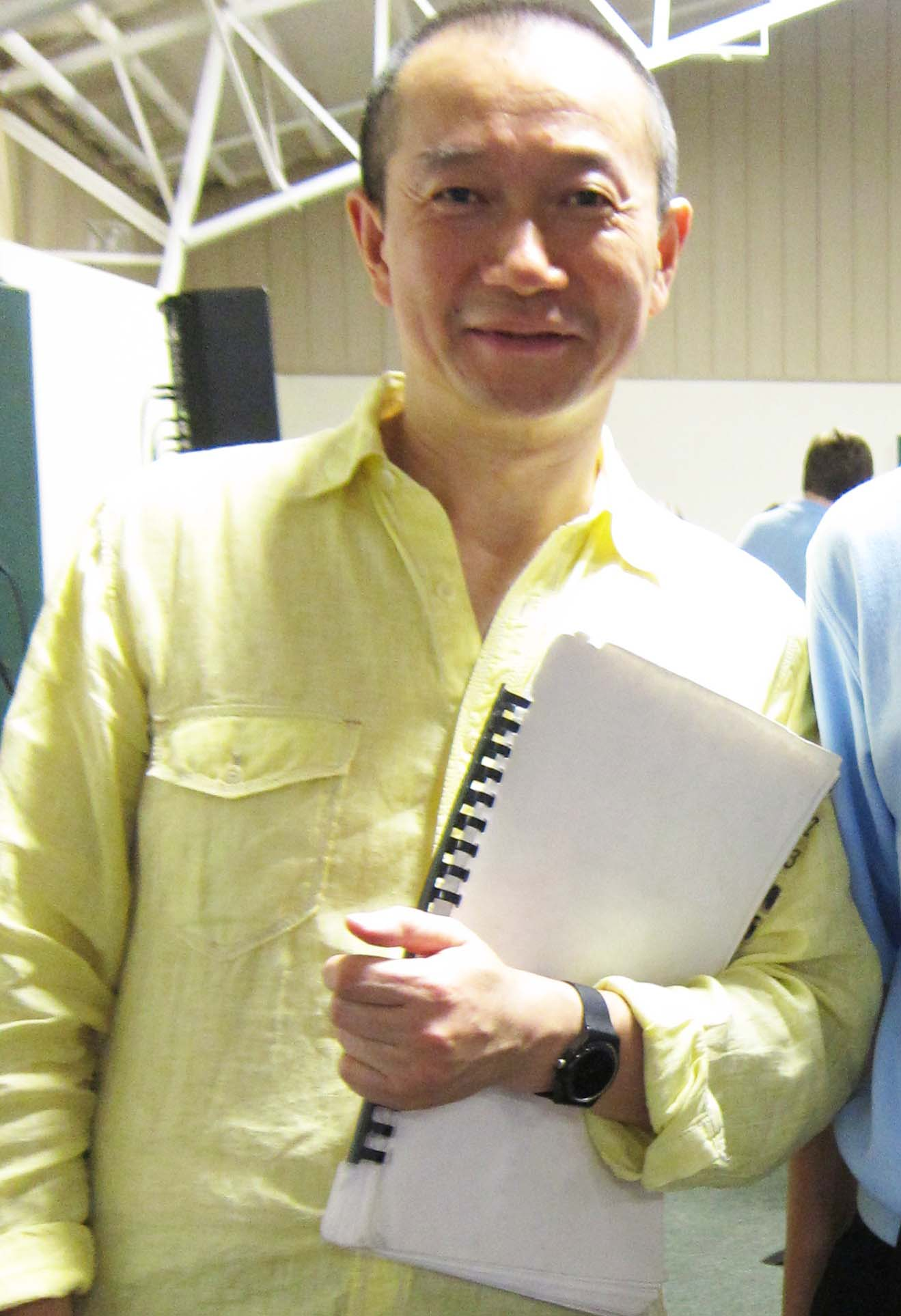
谭盾

## 外部連結
- 哥伦比亚大学官方网站（页面存档备份，存于）